# ウルトラマンオーブ
『ウルトラマンオーブ』は、2016年7月9日から12月24日までテレビ東京系列で、毎週土曜 9:00 - 9:30（JST）に全25話が放送された、円谷プロダクション制作の特撮テレビドラマのタイトル、および作中で主人公が変身する巨大変身ヒーローの名称。
キャッチコピーは「光の力、おかりします!!」「覚醒せよ、光の戦士。」「史上初!!合体から変身!」。

## 概要
『ウルトラマンギンガ』と『ウルトラマンギンガS』と『ウルトラマンX』が、前番組『新ウルトラマン列伝』の番組内作品という位置付けだったのとは異なり、本作品は前番組の終了に伴い単独枠として放送された。また、『X』のような「王道」展開とは打って変わり、本作品では「斜め上」をキーワードに、より遊び心と独創性を重視した作品として制作された。
メイン監督は『X』に引き続き、田口清隆が担当した。シリーズ構成を務める中野貴雄と小林雄次も、『ギンガS』や『X』に続いて3作連続構成担当となる。プロデューサーは、前作までアシスタントプロデューサーを務めた鶴田幸伸が担当した。出演者は、近年の特撮作品では新人を主体とすることが多いが、本作品では主演の石黒英雄をはじめとして経験豊富な俳優が登用されている。主題歌はアニメや特撮の主題歌を多く担当し、2016年に歌手活動45周年を迎えた水木一郎が、初めてウルトラシリーズのテレビ作品の主題歌を担当する。

## ストーリー
はるか昔、魔王獣と呼ばれる邪悪な怪獣たちが世界を滅ぼさんと破壊の限りを尽くしたが、ウルトラ戦士たちの活躍によって封印され、世界は平和を取り戻した。
時は流れて現代。怪奇現象追跡サイト・SSPの3人は、東京都内で発生する謎の竜巻を追跡中、竜巻と共に目撃されていた巨大なUMA・風ノ魔王獣マガバッサーと遭遇する。危機に陥ったSSPを救ったのは、風来坊の青年・クレナイ ガイであった。その正体は、現代に蘇った魔王獣を倒すため、銀河の彼方からやってきたウルトラ戦士・ウルトラマンオーブであり、彼は歴代ウルトラ戦士の力を宿した2枚のカードの力を借りてフュージョンアップ（変身）し、魔王獣に立ち向かう。

## 登場人物

### SSP
クレナイ ガイ
本作品の主人公。
ハーモニカに似た楽器・オーブニカを奏でながら世界中を旅している。具体的な時期は不明だが、少なくとも100年以上前から地球に滞在しており、シンの調査によってガイと同一人物と思われる人物が映った19世紀の写真が見つかっている。第5話以降、ふとしたきっかけでSSPのオフィスに居候する。
普段はぶっきらぼうに振る舞っているが、カッコつけつつも決まらない場面もあったり、細かいところでお茶目な面を覗かせることも多い。また、奔放に見えて実はルールを守る性格で、魔王獣を封印している先輩のウルトラ戦士には「さん」付けで呼び、敬意を示す律儀さを持つ。「保冷車の零下20度の保冷庫に普段着のまま5時間忍び込み、長距離の移動に使う」「マガバッサーが起こした竜巻に飲み込まれたナオミを救出するため、自らも竜巻に飛び込んで彼女を助け出す」「常人には視認できない超高速で走行する」など並外れた身体能力を持つほか、この姿でも高い格闘能力を発揮する。しかし、前述の保冷車の件に加えて証明写真の取り出し方を知らないなど、一般常識に疎いところがある。銭湯には強い愛着があるらしく、一番風呂を最高の贅沢と考えており、入浴前のかけ湯や湯船への飛び込み禁止などマナーにもうるさい。怪獣や宇宙人に対してはすべてを敵だと認識してはおらず、悪意があったり侵略者の手先であったりしない限り、倒すことを極力避ける。それどころか、たとえ侵略者でも実際に破壊活動などの害ある行動に移さない限り、積極的に敵対しないという姿勢を貫いている。
108年前にルサールカでマガゼットンと戦った時にウルトラマンのウルトラフュージョンカードを入手したが、戦いによってルサールカ大爆発を引き起こしてしまい、近くにいたナターシャを助けられなかったことに罪悪感を持つ。また、その一件が原因で本来の力を失ってしまっており、それでもなお人間を守り抜く意志を貫くが、ジャグラーには「人間を傷付けることを恐れている」と指摘されている。このため、第12話で玉響姫がマガオロチの攻撃で消滅するのを目の当たりにした際は、激情を露わにした。
オーブニカのメロディをなぜか知っているナオミの存在を次第に意識するようになるが、第15話でオーブ（サンダーブレスター）へ変身した際には闇の力の制御に失敗してナオミを救出できず、重傷を負わせてしまう。その結果、自己嫌悪に陥って一時はベリアルのカードを手放すが、コフネが「自分の闇は力尽くで消すのではなく、逆に抱きしめて自分自身が光る」と語ったのを聞いてベリアルのカードを回収し、傷心のまま「闇の力を制御できる強さ」を求めてかつて自身が過ちを犯した地であるルサールカに旅立った。
ルサールカにてジャグラーが出現させたゼッパンドンから逃れた後、ナオミがジャグラーに狙われたことをきっかけに、再び彼女のもとに戻る。その際にナターシャの生存とナオミとの宿縁、そして自分を信じる勇気を知って本来の自分を取り戻すと、地球の生命を守り抜く決意を新たにした。
マガタノオロチを倒した後、世界に残る脅威に対処するため、ナオミに別れを告げて夕日に向かって旅立っていった。
- メイン監督の田口清隆とメインライターの中野貴雄による「エピソード10構想」によれば、「クレナイ」は地球に来た第5章で夕焼けの美しさに感銘を受けて名乗るようになったものである。また、ガイが着用しているペンダントは第2章でガイと共に旅をして第3章で死亡した少年ショーティーの形見、ジャケットは第5章で出会ったマイク・スカダー大尉から譲り受けたものだとされる。「ガイ」という名前は、日活映画の「○○ガイ」が由来となっている。なお、2017年6月11日に劇場版のグランドフィナーレ舞台挨拶が丸の内ピカデリーで開催された際には、同じジャケットがガイ役の石黒英雄から次作『ウルトラマンジード』で主役を務める濱田龍臣へ贈られている。
- 大食いという設定は、石黒のアドリブで加えられたものである。

『THE ORIGIN SAGA』
クレナイという名は地球に来てから名乗ったものであるため、同作品では単にガイと呼ばれる。
はるか昔、宇宙の果てにある惑星O-50の戦士の頂で神秘の光に選ばれ、ウルトラマンオーブに変身する能力を得る。それまでは宇宙のバランスを守る救助隊の一員で、遠く離れた人々の悲鳴（本人曰く「心が発する救難信号」）を感じ取る力を持っていた。「誰も犠牲を出さず、誰も悲しませない」という理想を抱いていたが、当初は戦いにおいて未熟さが際立ち、後先考えない直感的な行動や無鉄砲な戦いを経ての敗北で、相棒であったジャグラーを苛立たせてしまうことも多かった。実力で勝るジャグラーではなく自分が選ばれたことに戸惑い、自身の理想とほど遠い戦いの現実に苦悩しながらも、ファーストミッションに身を投じていく。
ジャグラーが自身のもとから離れた際は少なからず衝撃を受けたものの、先輩ウルトラ戦士たちやアマテとの交流、命の木の真実を知ることで次第に迷いを振り解き、final episodeでサイキに犠牲ばかり強いる宇宙を救う意味を問われた際には、「命の木に果実が輝く限り、救う価値はある」と自分なりの答えを出した。
- 衣裳はジャグラーと共に袖なしのロングベストを着用しており、同じ星系の出身であることを表現している。ストールの着用は石黒からの提案によるもので、テレビシリーズと同様の風来坊感を演出している。

夢野 ナオミ（）
SSPの発起人兼代表（）。名前の漢字表記は奈緒美。23歳。SSPを取り仕切る立場ではあるが、現場では使い走りをやらされたりからかわれたりと威厳はなく、意欲だけが空回りしてしまっている。一方、その豪胆かつ向こう見ずな行動力でジェッタやシンを振り回すことも多く、それが仇となって災難に遭ってしまうことも少なくない。ガイ曰く「いるべきじゃない時に居合わせる不注意の塊みたいな女」。財政的に苦しい組織を何とか存続させるため、複数のアルバイトを兼任している。
夢野家は高祖母の代からの女系一家で酒造を家業とし、好きなことをやりたければ跡取りを確保しなければならないしきたりが存在する。この高祖母というのが後述のナターシャ・ロマノワであり、ナオミは彼女の玄孫にあたる。
SSPを結成した目的も、幼少期から見ていた「オーブオリジンとマガゼットンの戦い」の夢に影響されたためで、ガイが吹くオーブニカのメロディに心当たりがあるなど、ナターシャの記憶がガイとの交流に深く関わっている。
ギャラクトロンに取り込まれた際はコミュニケーションの媒体として利用され、オーブ（サンダーブレスター）のゼットシウム光線の余波を受けて瀕死の重傷を負って危篤状態に陥るが、奇跡的に意識が回復した。その後もオーブについては、自身がギャラクトロン内で置かれていた状況と重ね合わせて「何か巨大な力に支配されていたのかも」と理解を示し、何があってもオーブを信じることを決意する。その心が、オーブが本当の自分を取り戻す鍵となった。
最終章ではビートル隊から脱走したジャグラーに斬られてしまうがそれは見せかけで、闇こそが永遠であることをガイに知らしめるために拉致されていた。しかし、ジャグラーによってゼットビートルの墜落から庇われたことで彼の心にも光が残っていることを証明することとなり、意気消沈するジャグラーを叱咤激励してオーブの助太刀に向かわせる。
マガタノオロチが倒された後、オーブニカのメロディを口ずさみながらガイの旅立ちを見送った。
- 演じる松浦雅は、演技力のほか、オーディションの際につまずいて持っていた紙をばらまいたことが天然なナオミのキャラクターにふさわしいとして起用された。
- ナターシャとの関係性は、ガイの挫折とそこからの復活を描くために設定された。企画当初は単に同じシチュエーションを重ね合わせるだけの予定であったが、メイン監督の田口清隆はそれだけではつながりが弱いと考え、ナターシャが実は生きていたということがガイの復活するきっかけになるとして、ナオミがナターシャの子孫という設定となった。オーブニカのメロディを知っているという設定は、第8話でラゴンに音楽を絡めるために設定された。

早見 ジェッタ（）
SSP撮影、サイト更新担当。ナオミとは大学の超常現象研究サークル時代からの友人で、「ジェッタ」は仲間内から呼ばれているあだ名であり、本名は早見 善太（）。23歳。UMAや超常現象に詳しい情報通を自認しており、スクープ撮影に余念がない。やがてはそのスクープをきっかけとして、世界的な有名人になることを夢見ている。自ら撮影する動画に実況を入れる自己主張を忘れない一方、少年時代からヒーローに憧れており、自分の配信する情報を怪獣から避難する人々の役に立てたいという熱い志も秘めている。そのため、オーブの正体を何度か突き止めようとしたが、いずれも外している。妹の人形を直すために裁縫を習得しているという意外な一面もある。
第15話では暴走したオーブ（サンダーブレスター）がナオミを救おうとせずにギャラクトロンを倒したせいでナオミが重傷を負ったことから、オーブに失望感を抱いた。しかし、第17話にて「正義にも光と闇の面がある」ことに気付き、サンダーブレスターが自分たちを庇った様子を中継したことから、世間のオーブへの信頼を取り戻すことに成功している。
最終章にて太平風土記の原本を託され、マガタノオロチを倒すヒントを得ようとするが、マガタノオロチの攻撃によってシンと共に瓦礫に閉じ込められてしまう。死を覚悟しデジタルカメラで未来への記録を残そうとするが、それが図らずも太平風土記の秘密を解き明かしマガタノオロチを打倒するヒントとなった。

松戸 シン（）
SSP調査分析担当要員。名前の漢字表記は森。23歳。小学校時代にカオス理論の高次元定理を発見し、飛び級で大学を卒業し、わずか23歳で博士号を取得しており、最先端の物理化学から超古代文明の伝説、果ては医学まで幅広い知識を持つチーム1の博識ではあるが、一般常識に欠けた一面も併せ持つ。また、潔癖症で神経質だが、事務所の床で寝泊まりしている。様々な発明品を制作しては調査などに役立てているが、ナオミには「電気代の無駄遣い」とぼやかれており、好印象を持たれていない。夢は人の役に立つ巨大ロボットを作ることで、小学生のころからロボットコンテストに参加しており、自分の机の上にも青いロボットの玩具が置かれている。なお、将来の夢第2位はタイムマシンの発明、第3位は獣医とのこと。かつてロボットコンテストの審査員をしていた小舟とは小学生時代からの顔見知りであり、時折製作所の手伝いに行っている。
第14・15話では飛来したギャラクトロンに自らの夢を重ね合わせるが、その過剰な正義感を振りかざした果てにオーブ（サンダーブレスター）に破壊される姿を見て、「科学で平和は作れない、作れるのは暴走する怪物だけ」と深く落ち込む。しかし小舟には、「機械は体温を測れても、心の熱さは測れない」「頭じゃなくハートで物事を見ろ」と諭された。
最終話にて、マガタノオロチの攻撃によってジェッタと共に瓦礫に閉じ込められてしまうが、ジェッタの言葉から太平風土記に記されたマガタノオロチの弱点を推測することに成功。渋川に救助された後にそれをビートル隊に伝えたことが、マガタノオロチを倒すきっかけとなった。

### ビートル隊
渋川 一徹（）
ビートル隊情報特務隊隊長にして、ナオミの叔父。50歳。ガイからは「渋川のおっさん」と呼ばれている。既婚者であり一人娘のテツコからはあまりいい印象を持たれていなかったが、第18話での一件で若干ではあるが関係が改善している。
柔道5段と空手3段の有段者で義理堅くも軽い性格であるが、SSPのメンバーにはほとんど尊敬の念を持たれていない。事件解明のため、SSPと怪事件の情報を交換することもある。義姉である圭子には「自分でも止められない」と頭がまったく上がらない。
- 使用している通信機の意匠は、演ずる柳沢慎吾の持ちネタである「タバコの箱を使った無線通信機」を模している。また第6話で披露した側転は演じる柳沢の特技を取り入れたものである。
- ナオミの叔父という設定は第8話の脚本会議で後付設定されたものである。

菅沼 龍太郎（）
ビートル隊日本支部長官。軍事組織的な立ち位置であるビートル隊を取り仕切る立場だが、本人は軍人ではなく政府関係者の出身。
渋川が逮捕したジャグラーに対し、陸上・航空の参謀長を務める長嶺・阪井と共に自ら彼への尋問に立ち合い、そこで彼から地底に眠る超大魔王獣の存在を知る。その後すぐさま首都圏に避難指示・勧告を発令し、長嶺の進言もあってスパイナーR1の使用を許可したが、この判断がマガタノオロチを呼び覚ます引き金となってしまった。

### SSPを取り巻く人々
ジャグラス ジャグラー
ガイの宿敵である謎の存在。#本作品の新怪獣・宇宙人参照。

ナターシャ・ロマノワ
かつてガイと親交があったルサールカ地方の少女。傷付いたガイを介抱したことがきっかけで親しくなった。
オーブとマガゼットンと戦いで起きたルサールカ大爆発に巻き込まれたところをジャグラーに助けられ、8年後に日本に渡って夢野家の男性と国際結婚。オーブニカの音色を子孫代々に語り継がせると同時に、ガイと写った写真を収めて最後の1つを開けないように注意を促したマトリョーシカ人形や「握った手の中 愛が生まれる」の遺言を遺して天寿を全うした。しかし、ガイと再会しなかったためにガイには命を落としたと思われていた。
- 田口・中野による「エピソード10構想」によれば、ナターシャは東欧・ルパシカ皇国の王党派議員の娘で、王党派と革命軍との内乱を避けるためにルサールカで暮らしていた。ルサールカ大爆発の後は、内乱がルサールカ付近にも及んだことで日本に亡命した。

玉響姫（）（タマユラ姫）
入らずの森の地下深くに埋められた古墳で眠る幻の姫君。曰く霊能力者にして絶世の美女であり、かつてその美貌に魅せられたマガオロチに攫われたが、ゾフィーに救われて共にマガオロチを結界に封印したという。オーブ＝ガイとは面識があるような描写があるが、具体的な関係は不明。
予てから残留思念が森に潜む幽霊として噂となっており、第6話にてSSPが調査に立ち入ることとなる。その際、ナックル星人ナグスの罠で森に閉じ込められてしまったSSPメンバーと渋川を導き、彼女たちの脱出に一役買った。第11話にてマガオロチの復活が近づいたころには再びガイたちの前に巨大な姿で現れ、彼らに警告を与える。マガオロチが復活した際には石碑を破壊されてしまったが、第12話にてナオミたちにより復元された上、圭子の植えた珍しい花の種の不思議な現象により復活し、ガイにゾフィーとウルトラマンベリアルのフュージョンカードを「最後の望み」として託すと、マガオロチの攻撃を受けて再び姿を消した。
- 「玉響」は勾玉（オーブ）に由来する語だが、第6話の脚本を担当した中野貴雄はそのことは知らずに古代風の語感で命名した。
- 第11話での巨大な姿は、『ウルトラマン』の巨大フジ隊員をオマージュしたものであり、脚本を担当した黒沢久子が『ウルトラマンギンガS』や『ウルトラマンX』で提案していた巨大女子高生が元になっている。黒沢は第12話にも登場させることを想定していたが、女優を特撮の現場には呼べないとして実現には至らなかった。

霧島 ハルカ（）
第7話に登場。予知夢によって未来を予見できる特殊能力者。
ガイやSSPよりも先にマガバッサーをはじめとする魔王獣や怪獣の出現を予知し、ひそかにブログへ書き込んでいた。このことに気付いたナオミによってSSPとの面会に誘われたほか、オーブの正体がガイであることも予知夢で見た内容から知った。
予知がすべて的中してきたことから、「未来は決定されている」という思い込みが根付いており、オーブが怪獣（ホー）に敗れるという未来を見たことからナオミやオーブ＝ガイへその絶望を吐露するが、ガイからは「未来は変えられる」と言い返されたことにより、自身もブログへ怪獣出現の警告を与える。その結果、市井の人々には相手にされず、それによって深まった絶望がホーを呼び寄せてしまうが、それでも断念しないガイの姿に心を動かされ、オーブへ助言を与えることにより、「オーブの敗北」という未来の回避に成功する。それ以降、自身の能力を前向きに捉え、自分にしか送れない人生を歩み出した。去る間際には、ガイにベリアルのウルトラフュージョンカードを手にすることを示唆している。
第23話で地球の奥底に眠る巨大な闇の覚醒を察知し、再びガイの元へ現れるが、彼の強い決意の前に安堵の表情を浮かべた。
- 第7話の初期プロットでは、夢が破れた歌手志望の少女という設定で、ホーとしてオーブに倒される様を自身のラストステージにしようとするという展開であった。脚本を担当した小林雄次は、『ウルトラマンティガ』に登場するキリノ・マキオの女性版と想定していた。

夢野 圭子（）
ナオミの母にして、渋川の義姉。ナターシャの曾孫。44歳。空気を読まずにガイやジャグラーと接したり、勤務中の義弟を自分の買い物の荷物持ちにするなど奇抜な行動が目立つが、ガイのことを前述したしきたりによる急場しのぎのために娘がこしらえた偽の恋人であることを見抜くといった、勘の良さも併せ持つ。また、夢野家のしきたりをどうでもいいと考えており、ナオミが危険なことをしなければよいと思ってもいる。
第11話にて物騒な事件が多い東京でSSPを営むナオミを連れ戻すために神戸から上京した際には、自身の何気ない行動が玉響姫の復活に繋がることになり、最終的にはナオミが東京に残ることを認めて帰省した。
第16話では前回にて大怪我を負ったナオミの見舞いのため、マスコミをかわす変装をしたうえで現れる。肝心な時にいなくなるガイのことは「最初から気に入らなかった」と発言する一方、オーブについてはナオミの生存を理由に一定の理解を示している。

小舟 惣一（）
第14話・第15話に登場。コフネ製作所の社長。得意料理は焼きそばで、時折社員にも振る舞っている。
かつてシンとは彼が小学生時代に応募したロボットコンテストからの顔見知りであり、入選を逃したシンが必死に教えを乞うてきたことから彼に助言を与え、翌年の入選に導いた過去を持つ。それ以来、時折工場の手伝いに訪れるようになったシンの「災害救助用ロボットの製作」という夢を応援している。
生態系を否定して地球のすべてをリセットしようとするギャラクトロンの主義を「度が過ぎた正義」と一蹴するうえ、食物連鎖による共存や科学によって救われる命を例に挙げて人間の持つ可能性を信じるといった、熱い心の持ち主でもある。また、「オーブを許せない」と嘆くガイに対しても「闇を抱きしめて自分自身が光れ」という言葉を投げかける。この言葉こそが、ガイが闇＝ベリアルの力を受け入れ、ひいてはオーブオリジン復活のきっかけにもなった。
- 当初は第4話に登場し、シンと共にマガパンドンの炎を吹き飛ばす発明品を開発するという展開が予定されていたが、没となっていた。

渋川 テツコ（）
第18話に登場。渋川の一人娘にして、ナオミの従妹。名前の由来は父親の「徹」の字を取ったものだが、本人はこれを「ダサい」と非常に嫌っており、キャサリンと呼ぶように強要している。幼いころは父のことを「かっこいいヒーロー」と尊敬していたが、中学生になった現在では仕事でも家でもそれらしい姿をまったく見せない父にすっかり幻滅し、「一徹」と呼び捨てにするようにまでなってしまった。宝石露店を営む青年・タカヒロに一目惚れしているが、彼に接触していると毎回父の邪魔が入るため、彼への嫌悪感はますます増長してしまう。しかし、タカヒロの正体が地球侵略を企むシャプレー星人カタロヒであったことが明らかになり、父が単身戦いを挑む姿を目の当たりにすると「太陽は見えないところでも輝いている。それはヒーローも同じ」というガイの言葉が父に重なり、少しだけ彼を見直すようになった。ガイには「キャサリン」という愛称しか教えていなかったため、自らの本名が「テツコ」であることに最後まで気付かれていなかった。

岸根 秋恵（）
第24話に登場。「太平風土記」の所有者である故・岸根教授の妻。
書物の開示を求めて自宅を訪ねたジェッタとシンに対し、「地球の存亡に関わる書物は然るべき時まで公開しない」という夫の遺言を伝える。そのうえで「太平風土記」を差し出し、夫のもう1つの願いをSSPに託す。

## ウルトラマンオーブ
オーブリングに歴代ウルトラマンの力を宿したウルトラフュージョンカードを2枚使用することで、特性の違う様々な姿にフュージョンアップするヒーロー。胸にアルファベットのOを象ったカラータイマーを持ち、頭部の形状や体の意匠はフュージョンアップしたウルトラ戦士を髣髴とさせるものになる。また、眼の色に青みがかった白、胴体の色に黒が組み込まれている。額にも縦長のクリスタルが存在し、変身形態ごとに異なる色に輝く。
フュージョンアップの際は、ウルトラフュージョンカードのリードによって対応するウルトラ戦士の姿が現れ、オーブの姿に重なるという演出がある。また、変身音も対応するウルトラ戦士のものを組み合わせたものになっている。変身後に別の形態にフュージョンアップも可能。フュージョンアップには3分間の時間制限があり、残り時間が1分を切ってカラータイマーが点滅すると、力を借りているウルトラ戦士がオーブの身体からはみ出していく。
フュージョンアップしないオーブオリジンが本来の姿で、かつてはこの姿で魔王獣と戦っていた。108年前の戦いで守るべき存在を傷つけてしまった自責の念から、この姿は長きに渡って封印されていた。自らを「ウルトラマン」と名乗っていなかったが、過去の真実を知ってオーブオリジンの力を取り戻した後は再び「ウルトラマンオーブ」と名乗るようになった。
『THE ORIGIN SAGA』において、オーブカリバーが示すミッションに従って行動していたことが判明した。
- デザインは後藤正行が担当した[32][33][34]。初期デザインではフュージョンアップ4形態が先行して描かれていたが[33]、決定稿では素体となる存在として最初にオーブオリジンがデザインされ、そこから派生する形で登場順に各フュージョンアップ形態がデザインされた[出典 4]。ベースカラーも変更して、2つのウルトラマンの分かりやすい特徴と長所を融合させている[35]。眉間から上を変える想定で、顔の中央と目は共通となっている[34]。カラータイマー部分はオーブリングの形状が取り入れられており、カラータイマー周りの意匠は変えないというルールとなった[出典 5]。各形態ごとにカラータイマーの色を変えるという案も存在したが、オーブリングの発光イメージで額のクリスタルの色が変わるのみとなった[31][34]。
- スーツでは、デザインが共通しているカラータイマー（オーブリング）部分は耐久性と生産性を考慮し、アトラクション用のものも含め金型原型でソフビ素材を抜いて作られた[37]。
- フュージョンアップ時の掛け声は、メイン監督の田口清隆が単に用語を叫ぶだけでは面白くないと考えたことによるもので、ガイが敬語を使う大人のキャラクターであることも示している[7]。ウルトラマンに対する「さん」付けは、インターネット上でキャラクターに対し敬称をつける風潮を参考にしている[7]。ガイを演じる石黒は、初期のころは「さん」付けで呼ぶことに抵抗があり、現場でも失笑が漏れていたため、名前をちゃんと言っていなかったという[11]。
- フュージョンアップの演出は、顔のアップや斜め上のアングルなど実相寺昭雄の演出法を意識している[13]。またオーブ現象も演出に取り入れられている[13]。
- 「オーブ」とは人魂も意味することから、カラータイマー点滅時の描写はイタコに憑依した心霊がはみ出すイメージで演出された[13]。
- 変身時に流れるメロディは、各変身形態の戦闘BGMのイントロと同じものになっている。

### 形態
オーブオリジン
オーブがどのウルトラ戦士ともフュージョンアップせず、自身の力のみで変身した本来の姿。登場時の口上は「銀河の光が我を呼ぶ！」。メインカラーは赤・黒・銀、クリスタルの色は水色。フュージョンアップシーンで2人のウルトラ戦士の姿が重なる前に登場する時には全身が白い光に包まれており、明確な姿は見えない。
1908年に起きたオーブとマガゼットンの戦いの結果、オーブは大き過ぎる力を振るうことを恐れ、この姿への変身能力を失ってしまっていた。その後、第17話にて自分を信じる勇気を取り戻したことで、無地のウルトラフュージョンカードがオーブオリジンのカードへ変化し、再び変身が可能となった。
型にはまらない荒々しいダイナミックな戦闘スタイルをとり、火・水・土・風の4つの属性の力を宿した聖剣・オーブカリバーからさまざまな力を解放して戦う。その威力はフュージョンアップを大きく上回っているが、身体能力そのものはスペシウムゼペリオンを若干上回る程度しかなく、オーブカリバーが使えない状況になると苦戦することが多かった。そのため、取り戻してからもフュージョンアップを状況に応じて使い分けている。
- 当初の企画案では存在しなかったが、キャラクターとしてもストーリー的にも芯が欲しいということから、基本となる形態がデザインされた。『X』で監督の田口が周知していない後半の展開や最終アイテムを最終回で回収することとなったことから、最初に最後の展開と最終アイテムを決めることとなり、第1話で先行登場することとなった。
- デザインはフュージョンアップ形態に派生することを考慮してシンプルでスタイリッシュなものとすることが心掛けられた。顔はウルトラセブンタイプではフュージョンアップのデザインで構成要素が多くなることから、シンプルなウルトラマンタイプとなった。配色もウルトラマンを踏襲している。デザイン的に2体のウルトラマンのビジュアル要素を入れ込むことになるため、多くの色が入ることから色味はなるべく少なくしており、赤にすると他のウルトラマンと重複することから、他のキャラクターにはあまり使われていない黒を基にすることとなった。黒を上手く馴染ませるために膝付近に赤いV字ラインを入れている。頭部のトサカ両側の凹みは、ウルトラマンティガのアプローチを入れたものとなっている。ボディに入ったラインの縁には細いラインをさらに入れており、大きな黒には細い赤、大きな赤には細い黒のラインが入っている。
- アクションは初代ウルトラマンを意識して、あえてスタイリッシュではない野性的なスタイルとしている。

オリジン・ザ・ファースト
『THE ORIGIN SAGA』に登場。オーブ最初期の姿であり、オーブリングではなくオーブカリバーを使用して変身する。身体の形状はオリジンに準じているが、配色は黒の部分が少なく、赤と銀が大半を占めている。変身時のコールや登場時の口上はないが、final episodeでは「オーブ！」と叫びながら変身している。
オーブカリバーを武器としてはまだ使用しておらず、戦い方にも未熟さが目立ち、相棒のジャグラーの助言がなければ窮地に陥ることも多い。初変身時は身長10メートルにしか巨大化できなかったが、後に気合で50メートルまで巨大化できるようになり、戦いを重ねていくに連れてジャグラーも驚くほどの急成長を遂げていく。ファーストミッションを終えてO-50へ戻ったガイが新たなミッションを示されたころには上記のオーブオリジンに進化している。
終盤、戦神を庇ってクイーンベゼルブからクグツを注入され、意思を奪われた状態では目が赤くなる。暴走状態になりかけていたが、ジャグラーの攻撃で変身解除され、直後に解毒される。
- デザインは、『THE ORIGIN SAGA』の監督である小中和哉からの「シンプルにしたい」という要望に基づき、オーブオリジンの赤と黒を反転させ、オーソドックスなシルバー族に近いイメージでウルトラマンらしさをより強調したものとなった。検討案では赤の部分が金色になっているものも存在した。

スペシウムゼペリオン
第1話から登場。ウルトラマンとウルトラマンティガ（マルチタイプ）のパワーを借りた姿。メインカラーは赤・紫・黒、クリスタルの色は紫。頭部や肩・背面にはティガの胸部プロテクターの意匠があり、胸・肩・腕のラインはウルトラマンに酷似している。
フュージョンアップ時のコールは「ウルトラマンさん！ティガさん！光の力、お借りします!!」。登場時の口上は「俺の名はオーブ。闇を照らして悪を撃つ！」。
戦力バランスが優れた形態かつ多彩な光線技を持ち、それを活かした遠近自在の戦いを得意とする。赤い部分が発光するとティガのパワータイプのパワーを発揮し、紫の部分が発光するとティガのスカイタイプのスピードを発揮する。また、発光と同時にティガのタイプチェンジ時の音が鳴る。しかし、光線技が通じない相手には苦戦することが多かった。
- オーブオリジンと同時並行でバランスを取りながらデザインされた。デザインを担当した後藤正行はすべてのウルトラマンの原型となっている初代ウルトラマンの要素を入れるのが難しく、作品を牽引する主形態として苦労した旨を述べている。オーブオリジンに初代ウルトラマンのモチーフが入っているため、デザイン的には初代ウルトラマンの特徴は入っていないに等しいという頭部の金色や両肩のプロテクターはティガを意識しているが、ウルトラマンの特徴はシンプルさで出したという。
- 撮影では紫は青く映ってしまうため、実際のスーツでは紫の部分はピンク色となっている。

バーンマイト
第3話から登場。ウルトラマンタロウとウルトラマンメビウスのパワーを借りた姿。メインカラーは赤・金・黒、クリスタルの色は黄色。メビウスを模した頭部にタロウのウルトラホーンを持ち、ボディにはメビウス バーニングブレイブをイメージした金のラインが現れている。
フュージョンアップ時のコールは「タロウさん！メビウスさん！熱いやつ、頼みます!!」、登場時の口上は「紅に燃えるぜ！」。
パワーと火力に優れており、炎の力を駆使した格闘技が得意。また、単純にパワーに特化した形態ではなく、パワフルなスタイルで勢いのよい身のこなしを経て、タロウの得意な空中での華麗な回転も見せるなど、多彩な戦いを見せる。
- 『ウルトラマンギンガS』のウルトラマンギンガストリウムでもウルトラホーンを付ける案が存在したがギンガと極端に変わることから実現せず、後藤はバーンマイトで果たすことができたとしている。炎つながりとして、タロウのウルトラダイナマイト、メビウスのバーニングブレイブとイメージを合わせている。胸部から腹部にかけての金色の凸モールドはファイヤーシンボルをアレンジしたものとなっている。
- 角の造型はウルトラの父のイメージも取り入れられている。また、角があることによって頭でっかちに見えないよう、肩部にもボリュームを持たせている。

ハリケーンスラッシュ
第5話から登場。ウルトラマンジャックとウルトラマンゼロのパワーを借りた姿。メインカラーは赤・青・黒、クリスタルの色は青。頭部にゼロスラッガーが填められ、ボディにはゼロの肩部プロテクターとジャックの二重線を模したカラーラインが配されている。
フュージョンアップ時のコールは「ジャックさん！ゼロさん！キレの良いやつ、頼みます!!」、登場時の口上は「光を越えて闇を斬る！」。
スピードに優れた形態で瞬間移動も可能。また、武器を使用した戦いも得意とし、オーブスラッガーランスを用いる。格闘戦ではキックを好んで使用し、青い風を纏いながらキレのある格闘を見せる。
- デザインはジャックよりゼロの要素が強いため、プロテクターやスラッガーを簡略化するなどしてバランスをとっている。ジャックの要素は腕部と脛部のV字のラインを二重線にするのみとなっている。頭部に印象的なダブルスラッガーを付け、青い部分と肩の部分にもゼロ要素を入れている。
- 他の形態よりも細身のスーツアクターが演じるため、胴長に見えないよう太腿のV字ラインが他の形態よりも3センチメートルほど短くなっている。

サンダーブレスター
第12話から登場。ゾフィーとウルトラマンベリアルのパワーを借りた姿。メインカラーは赤と黒、クリスタルの色は赤色。ベリアルのような赤く釣り上がった目と隆起した全身の筋肉、鋭く尖った爪、肩にあるゾフィーのウルトラブレスターが特徴。
フュージョンアップ時のコールは「ゾフィーさん！ベリアルさん！光と闇の力、お借りします!!」、登場時の口上は「闇を抱いて光となる！」。
他のフュージョンアップを凌駕するパワーと防御力を持つが、闇の力を制御できずに暴走状態となり、周囲の被害を顧みない荒々しい戦いぶりで相手を倒すまで暴れ続けるため、力を託した玉響姫からも事前に「強すぎる力は災いをもたらすこともある」と警告されている。
ギャラクトロン戦では進路を塞ぐ形となったゼットビートルを手で払いのけるように撃墜したうえ、ギャラクトロン内部に囚われたナオミに構わずに戦いを繰り広げた結果、彼女に重傷を負わせてしまい、自身も心に深い傷を負ってしまう。また、その戦いぶりが世間の反発を招くことになり、一時はビートル隊に警戒される事態に陥った。第17話でナオミの言葉によって自分を信じる勇気を取り戻し、闇を恐れなくなったことで制御が可能となり、ビートル隊の攻撃を受けたものの最終的には信頼を取り戻した。
テレビシリーズに登場するフュージョンアップ形態の中で唯一無敗であったが、劇場版で初めてガピヤ星人サデスに敗北した。
- 当初のデザインは、目から口元にかけてを他の形態と共通の形状で検討されていたが、ベリアルの要素がうまく取り込められなかったため、全面的に異なる形状とされた。ベリアルの力で暴走することから、ベリアル寄りにするために体形も顔も変えている。脚部はゾフィーのラインにしており、ゾフィー的な要素としてスターマークを入れており、デザイン画では肩から胸にかけて付いている。頭部の色は黒で検討されていたが、ベリアルの要素が強くなりすぎるため、通常のウルトラマンと同じ銀色となった。手の甲の鋭角的なディテールはデザイン段階では存在せず、円谷プロダクション社長の大岡新一からの提案により造型時に追加された。
- 目の電飾は、スーツアクターの頭が入る都合上、全面を光らせることができず、後ろ側は光らせず視線の部分のみ発光させるかたちとしている。

オーブトリニティ
劇場版に登場。ウルトラマンギンガ・ウルトラマンビクトリー・ウルトラマンエックスの3人のパワーを借りてトリニティフュージョンした最強形態。メインカラーは赤・黒・銀、クリスタルの色は水色。頭部はギンガのクリスタル、ビクトリーのV字ラインともみあげ、エックスの耳部分を組み合わせた外見となる。胸部のカラータイマーはOとXを合わせたもので金のV字ラインが左右に伸びている。
変身にも用いるオーブスラッシャーによる接近戦を得意とし、ウルトランスやサイバーアーマーも使用できる。
フュージョンアップ時のコールは「ギンガさん！ビクトリーさん！エックスさん！三つの光の力、お借りします!!オーブトリニティ!!!!」、登場時の口上は「俺はオーブトリニティ。三つの光と絆を結び、今、立ち上がる」。
- オリジンのボディを基に多少胸部を派手にしており、新規で足のブーツと前腕を描いている。どこかにオーブスラッシャーを収納する、というオーダーを受け、頭頂部にという案もあったが、エクシードXと重複することから、最終的に右肩に付けることとなった。デザインを担当した後藤はオーブスラッシャーの取り付け位置に苦慮したが、「（『ウルトラマン』の）八つ裂き光輪をやりたい」という田口の意見を受け、八つ裂き光輪を投げる構えのイメージから右肩に取り付けるかたちとした。頭部は、トサカはギンガ、耳はエックス、眉間はビクトリーをそれぞれモチーフとし、ボディの配色はオーブオリジンを踏襲している。手足のリングはオーブリングをイメージしている。
- デザイン検討稿では、赤や銀の配色部分が多いものも描かれていた。当初モミアゲ部分はビクトリーと同じ黒であったが、主張が強すぎるため銀色に変更された。
- 造型では、オーブスラッシャーの取り外しを再現することが難しいため、右肩のパーツは差し替え式とされた。
- 従来の映画ではクライマックスに融合形態が登場することが多かったが、『劇場版オーブ』では中盤に登場させることで活躍シーンを増やしている。

ライトニングアタッカー
初出はデータカードダス『ウルトラマン フュージョンファイト!』で、映像作品では『ウルトラファイトオーブ』に登場。ウルトラマンギンガとウルトラマンエックスのパワーを借りた姿。メインカラーは赤・黒・銀、クリスタルの色は紫。頭部は水色のクリスタルを持つギンガのものが強調されている。クリスタルを備えたメカニカルなボディとOとXを重ねたようなカラータイマーが特徴。
フュージョンアップ時のコールは「ギンガさん！エックスさん！シビれるやつ、たのみます!!」、登場時の口上は「電光雷轟（）、闇を討つ！」。
- 映像作品での登場に先駆けて、『ウルトラマンシリーズ放送開始50年 ウルトラマンフェスティバル2016』でのライブステージではLEDスクリーン内で登場、東京ソラマチで開催された『ウルトラマン ニュージェネレーションワールド』では模型展示が行われた。
- デザイン段階では立体化することは考慮していなかった。デザイン画では身体各部がクリスタル状だったが、造型時に青い装甲パーツに変更された。

エメリウムスラッガー
初出はデータカードダス『ウルトラマン フュージョンファイト!』で、映像作品では『ウルトラファイトオーブ』に登場。ウルトラセブンとウルトラマンゼロのパワーを借りた姿。メインカラーは赤・青・黒・銀、クリスタルの色は水色。アイスラッガーを備えたセブンの頭部にさらにゼロのゼロスラッガーが装着されている。ボディはゼロを模しており、胸部の装甲はゼロツインシュート発動時をイメージした形状となる。
『ウルトラファイトオーブ』では、レイバトスとの決戦に備え、シャイニングフィールド内でセブンとゼロによる特訓を10年受けた結果、使用可能となる。他の形態を上回る戦闘力を持つ。
フュージョンアップ時のコールは「セブンさん！ゼロさん！親子の力、おかりします!!」、登場時の口上は「知勇双全、光となりて！」。
- データカードダス先行のキャラクターだが、デザイン段階で立体化が想定されていた。セブンとゼロがモチーフであることから、全体的にゼロに寄せている。

『ウルトラマン フュージョンファイト!』のみに登場するモード
- ゲームのみに登場するため、細かいディテールと野心的なデザインが多く見られる。

フォトンビクトリウム
ウルトラマンガイアとウルトラマンビクトリーのパワーを借りた姿。メインカラーは赤・黒・金、クリスタルの色は黄色。頭部はビクトリーとガイアのものを合わせたもので、胸部にはガイアV2のような黒と金のV字型ラインがある。全身を包む装甲が特徴。
登場時の口上は「悪を砕き光を照らせ！」。必殺技はフォトリウムナックル。
- 『フュージョンファイト』用の形態では最初にデザインされた。後藤はこの段階で方向性を掴むことができたと述べている。

フルムーンザナディウム
ウルトラマンコスモス（ルナモード）とウルトラマンエックスのパワーを借りた姿。メインカラーは水色・赤・黒、クリスタルの色は水色。頭部と上半身はエックスのメカニカル感が強く表れている。
登場時の口上は「つながる力は心の光！」。必殺技はフルディウム光線。
スカイダッシュマックス
ウルトラマンティガ（スカイタイプ）とウルトラマンマックスのパワーを借りた姿。メインカラーは青紫・赤・金、クリスタルの色は緑。頭部と肩はマックスのもので、胸部にティガのプロテクターが装着されている。最大の特徴はマックストールと呼ばれる首の大型マフラー。
登場時の口上は「輝く光は疾風（）の如し！」。必殺技はマクバルトアタック。
ゼペリオンソルジェント
ウルトラマンティガ（マルチタイプ）とウルトラマンダイナ（フラッシュタイプ）のパワーを借りた姿。メインカラーは赤・紫・水色・金・銀、クリスタルの色は白。頭部はダイナのもので、上半身のプロテクターはティガとダイナのものを掛け合わせている。
登場時の口上は「光の輝きと共に！」。必殺技はマルチフラッシュスライサー。
レオゼロナックル
ウルトラマンレオとウルトラマンゼロのパワーを借りた姿。メインカラーは赤・青・銀、クリスタルの色は赤。頭部はレオ、ボディはゼロをそれぞれ模しており、拳法着を纏い、両腕両脚に包帯を巻いている。腰部のベルトはレオの胸部をイメージしている。
登場時の口上は「宇宙拳法、ビッグバン！」。必殺技はナックルクロスビーム。
サンダーミラクル
ウルトラマンダイナ（ミラクルタイプ）とウルトラマンベリアルのパワーを借りた姿。メインカラーは青・黒・銀、クリスタルの色は紫。頭部はクラッシャーを含めてベリアルのものが強調され、肥大化したボディには禍々しい青のラインが走っている。
登場時の口上は「闇の力を奇跡の光に！」。必殺技はサンダーミラクルアタック。
- スーツ化しない前提のため、極端に大柄な体型でデザインされた。

スラッガーエース
ウルトラセブンとウルトラマンエースのパワーを借りた姿。メインカラーは赤・黒・銀、クリスタルの色は緑。エースを模した頭部の眼はセブンのもので、ボディは上半身がエース、肩と下半身がセブンを模している。大型の剣バーチカルスラッガーを装備する。
登場時の口上は「斬り裂け闇を、光と共に！」。必殺技はスラッガーエーススライサー。
- スーツ化しない前提のため、極端に細身の体型でデザインされた。

ナイトリキデイター
ウルトラマンアグルとウルトラマンヒカリのパワーを借りた姿。メインカラーは青・水色・銀、クリスタルの色は赤。頭部とボディはアグル、肩部の装甲はヒカリのものが表れている。胸部のラインはアグルV2と酷似し、黒い部分にスターマークが配されている。武器は両腕に装着された剣ナイトアグルブレード。
登場時の口上は「影を払いし、光の刃！」。必殺技はクラッシャーナイトリキデイター。
スペシウムシュトローム
ウルトラマンとウルトラマンネクサス（ジュネッス）のパワーを借りた姿。メインカラーは赤・銀・黒、クリスタルの色は白。頭部とボディはジュネッスを模し、肩と腕のラインはウルトラマンを意識している。胸部はエナジーコアにカラータイマーが重なるような外見をしている。
登場時の口上は「受け継がれてゆく魂の絆！」。必殺技はウルトラフルバースト。
- 後藤は、初代ウルトラマンの要素をどう入れ込むか苦慮したと述べている。

パワーストロング
ウルトラマンティガ（パワータイプ）とウルトラマンダイナ（ストロングタイプ）のパワーを借りた姿。メインカラーは赤・銀・黒、クリスタルの色は赤。頭部と胸部はストロングタイプだが、肩のラインはパワータイプを踏襲している。隆起した全身の筋肉と両腕両脚の装甲が特徴。
登場時の口上は「光の剛力に敵はない！」。必殺技はガルラシウムハンマー。
サンダーストリーム
ウルトラマンアグルV2とウルトラマンベリアルのパワーを借りた姿。メインカラーは赤・青・黒・銀、クリスタルの色は青。頭部はアグルと酷似しているが、目はベリアルのもので白く光っている。ボディは上半身がベリアル、下半身はアグルを模し、上半身に金縁の黒ラインが配されている。武器としてギガバトルナイザーに似た長大な三叉槍「ギガトライデント」を使用する。
登場時の口上は「闇を包め、光の嵐！」。必殺技はサンダーストリームネプチューン。
メビュームエスペシャリー
ウルトラマンメビウスとウルトラマンギンガのパワーを借りた姿。メインカラーは赤・水色・黒・銀、クリスタルの色は白。ボディはメビウスが中心で、頭部から上半身にかけてギンガのクリスタルが尖った形状で備わっている。
登場時の口上は「眩い光で未来を示せ！」。必殺技はメビュースペシャリーブレード。
ブレスターナイト
ゾフィーとウルトラマンヒカリのパワーを借りた姿。メインカラーは赤・青・銀、クリスタルの色は白。ボディは上半身がゾフィー、下半身はヒカリを模しており、その上からマントを羽織っている。
登場時の口上は「光の誉れ、只今参上！」。必殺技はナイト87シュート。
ストリウムギャラクシー
ウルトラマンタロウとウルトラマンマックスのパワーを借りた姿。メインカラーは赤・金・銀、クリスタルの色は紫。頭部とボディはタロウを模し、肩部の装甲はマックスのものが表れている。
登場時の口上は「宇宙の悪に立ち向かう光！」。必殺技はストキシムカノン。

スペック
| 名称                     | 身長[出典 9] | 体重[出典 9] | 飛行速度  | 走行速度  | ジャンプ力 | 水中潜行速度 | 地中進行速度 | 腕力      | 握力     |
| ------------------------ | ------------ | ------------ | --------- | --------- | ---------- | ------------ | ------------ | --------- | -------- |
| オリジン・ザ・ファースト | 10 - 50 m    | 1万 - 5万 t  |           |           |            |              |              |           |          |
| オーブオリジン           | 50 m         | 5万 t        | マッハ8.5 | マッハ3   | 800 m      | マッハ2.5    | マッハ2.5    | 8万7千 t  | 6万7千 t |
| スペシウムゼペリオン     | 50 m         | 5万 t        | マッハ6.5 | マッハ2.5 | 1,000 m    | マッハ2      | マッハ2      | 8万5千 t  | 6万5千 t |
| バーンマイト             | 50 m         | 5万 t        | マッハ11  | マッハ2.7 | 900 m      | マッハ2.4    | マッハ3      | 10万 t    | 7千 t    |
| ハリケーンスラッシュ     | 50 m         | 3万5千 t     | マッハ13  | マッハ4   | 1,200 m    | マッハ3      | マッハ2      | 8万3千 t  | 6万3千 t |
| サンダーブレスター       | 55 m         | 5万5千 t     | マッハ7   | マッハ3.5 | 1,100 m    | マッハ2.9    | マッハ2.5    | 15万 t    | 9万 t    |
| オーブトリニティ         | 50 m         | 5万 t        | 計測不能  | マッハ20  | 5,000 m    | マッハ18     | マッハ10     | 24万 t    | 18万 t   |
| ライトニングアタッカー   | 50 m         | 5万 t        | マッハ14  | マッハ7   | 880 m      | マッハ13     | マッハ1.5    | 25万 t    | 13万 t   |
| エメリウムスラッガー     | 50 m         | 5万 t        | マッハ13  | マッハ5   | 900 m      | マッハ4.5    | マッハ3      | 26万5千 t | 13万 t   |

### 装備
オーブリング
ガイがウルトラマンオーブに変身するためのアイテム。オーブのカラータイマーを模したリング部分に取っ手が付いた外見をしており、左手で持って使用する。リングの中央にウルトラフュージョンカードを2枚ダブルリードした後に高く掲げると側面のカバーが展開し、「フュージョンアップ！ ウルトラマンオーブ・（形態名）!!」という音声と共に対応する形態に合わせたメロディが流れ、変身する。この時、リングの左右半分ずつが対応する戦士の色（カードの背景色）に発光してから、変身する形態のクリスタルの色に発光する。オーブオリジンのカードをリードした際には、「覚醒せよ！ オーブオリジン!!」という音声と共にオーブカリバーを召喚し、そのオーブカリバーの刃をリードすると「解き放て！ オーブの力!!」という音声と共にオーブスプリームカリバーの発動段階に入る。ギンガ、ビクトリー、エックスの3枚をリードした際は「トリニティフュージョン！」という音声と共にオーブスラッシャーを召喚する。
また、魔王獣の封印に使われていた歴代ウルトラマンのエネルギーをウルトラフュージョンカードに変換する能力を持つ。
『THE ORIGIN SAGA』では所持しておらず、未登場。
- 田口・中野による「エピソード10構想」によれば、魔王獣にはオーブリングでのみ対抗しうるとされる。

オーブカリバー
オーブオリジンが使用する聖剣。はるか銀河の彼方の惑星 O-50（オーフィフティ）にそびえ立つ「戦士の頂」で、ガイが光の輪からオーブの力と共に手にした。その後、マガゼットンとの戦いで制御に失敗して暴走したことで失われていたが、オーブオリジンのカードをオーブリングでリードした際にゼッパンドンの尾から出現し、再びオーブの手に戻った。
オーブ自身の紋章と、風・火・土・水の4つのエレメントの紋章が描かれた円形の盤面を持ち、ここに付いているリング・カリバーホイールを時計回りに回してすべての紋章を点灯させた後、天に翳してトリガーを引くことでオーブオリジンへ変身する。変身前は短剣ほどのサイズだが、変身後は大剣サイズにまで大型化する。
刀身の威力は抜群だが相当な重量があるらしく、第21話では回避された刃が地面にめり込んでしまい即座に抜けなくなるという一幕があった。その形状から盾として使われたこともあったほか、振るうことで衝撃波を放ったり、ホイールに光を纏わせて間合いが近すぎる敵に対処したり、相手の攻撃を受け止めて刃に纏わせ撃ち返したりすることも可能。
必殺技発動の際は、ホイールを回して紋章を選択しトリガーを引いた後、さらにホイールを回すことで紋章の属性に応じた技を発動する。オーブリングでリードした上ですべての紋章を点灯させた場合は、同様の手順でオーブスプリームカリバーを発動する。
変身前でも通常の剣として使用でき、『ウルトラヒーローズEXPO2017 ニューイヤーフェスティバル』のライブステージではジャグラーの蛇心剣と打ち合ったほか、『THE ORIGIN SAGA』でも対話を求めている（ように見えた）クイーンベゼルブを庇った際に防衛軍の戦車の砲弾を切り払っている。
『THE ORIGIN SAGA』ではオーブリングを所持していないためオーブカリバー単体で携帯している。オリジン・ザ・ファーストへ変身する際の動作はホイールを回さずにただ掲げるだけのシンプルなものである。また、光で文字を投影しミッション内容を示したり、手にした者の宇宙飛行を可能にする力も有していることが判明している。

オーブスラッガーランス
ハリケーンスラッシュ専用の三又槍型必殺武器。先端左右の刃はゼロスラッガーを模している。
柄にエネルギーをチャージするランスレバーを備えており、ランスレバーを引いて下のランストリガーを押すことでランスレバーを引いた回数に応じた必殺技を発動する。

オーブスラッシャー
オーブトリニティ専用の短剣型アイテム。ギンガ、ビクトリー、エックスのカードをオーブリングで連続リードすると出現する。回転のこぎり型の刃を持つ。
上部側面にあるパネルを1回スライドタッチし、円を描くように振るってから掲げてトリガーを引きオーブトリニティに変身する。
戦闘時、パネルのスライドタッチ回数に応じて異なる強力技を発動できるほか、スライドタッチ3回の後に逆手に持ち替えて柄の下部にあるブーストスイッチを押すと剣先が伸びて最強技が発動される。非使用時はオーブトリニティの右肩に刃部分だけ装備される。

### 必殺技・能力
必殺技については、使用時に技名を叫ぶものと叫ばないものがある。

#### 共通
オーブパンチ
強力なアッパーカットやカウンターパンチを繰り出す。
オーブキック
足にパワーを集中させて繰り出すキック。
アームパワー
怪力で相手を掴んで持ち上げ、勢いよく投げ飛ばす。

#### オーブオリジン / オリジン・ザ・ファースト
オーブスプリームカリバー
技名を叫び、オーブカリバーから放つ虹色の必殺光線。オーブカリバーをオーブリングでリードし力を開放した後、オーブカリバーが操る4つの属性とオーブ自身が持つ光と闇の力を融合させ、掲げたオーブカリバーを円を描くように振るってから放つ。この技を使うためだけにオーブオリジンへ変身したこともあった。
マガゼットンに対して発射した際は、余りにも強力過ぎたために暴走させてしまい、オーブカリバーは砕け散りマガゼットンの爆発の影響で周囲に大きな被害を及ぼしてしまった（この大爆発こそがルサールカ大爆発である）。力を取り戻してからは制御可能になっており、ゼッパンドン、メトロン星人タルデ（ラウンドランチャー）、ノーバ、巨大化したジャグラーを倒した。しかしマガタノオロチには口で吸収されてしまっている。
オーブスプリームカリバー オリジウムギャラクシス
第25話、最終決戦で使用。発動時のコールは「諸先輩方、光の力、おかりします!!」。オーブカリバーから直接放つのではなく、フュージョンカードの力を借りて実体化した8大ウルトラマンを、それぞれの必殺光線を発射するような形で発射し最後にオーブオリジンのオリジウム光線も放ちマガタノオロチを倒した。
技名は『ウルトラマン フュージョンファイト! ゼットヒート2弾』より。
オーブグランドカリバー
オーブカリバーの土の紋章を選択して放つ必殺技。技名を叫び、オーブカリバーを地面に突き立て、弧を描きながら地を這う二条の円状のエネルギー波を噴出させる。ゼッパンドンが展開したゼッパンドンシールドを破ってダメージを与えた。
オーブフレイムカリバー
オーブカリバーの火の紋章を選択して放つ必殺技。技名を叫び、オーブカリバーから放つ円形の高熱火炎に閉じ込めた敵を炎を纏った刃で一刀両断して爆発させる。ベムラー（強化）を倒した。
オーブウォーターカリバー
オーブカリバーの水の紋章を選択して放つ必殺技。技名を叫び、オーブカリバーから放つ多量の水流のパワーで敵を包み込み動きを止めてから怯んだ隙を突いて刃で切り裂く。紅蓮騎の魂を浄化した。
オーブウインドカリバー
オーブカリバーの風の紋章を選択して放つ必殺技。技名を叫び、オーブカリバーを振るって巨大な竜巻を発生させ、敵を上空へと吹き飛ばして斬る。メトロン星人タルデ（ラウンドランチャー）を円盤と共に巻き込み、衝突させることで円盤を破壊した。
オリジウム光線
胸の前で両手をくの字で出し、エネルギーをチャージして、腕を十字に組んで放つ必殺光線。
オリジン・ザ・ファースト時代はメイン技として使用。オーブオリジン時より溜めポーズが簡略化されている。初使用時は構え方が不完全であったため、あらぬ方向へ放ってしまい、しかもベゼルブの爪を吹き飛ばす程度の破壊力しか発揮できなかった。また序盤はすぐに連射する傾向にあり、それが原因でエネルギーを大きく消耗してしまい敗北の遠因となってしまうこともあった。しかしガイの成長と共に決まり手となることも増えていき、発射中に両腕を広げて光線を拡散させるという芸当も披露した。
カリバーシールド
第20話にて初使用。オーブカリバーで円を描いて出現させる防御膜。メトロン星人タルデ（ラウンドランチャー）と円盤の連携攻撃を防いだ後、タルデに直接ぶつけた。マガタノオロチ戦でも使用された。
バリヤー
オリジン・ザ・ファースト時代に使用。バードンの火炎を防いだ円形のものと、コスモスとともに戦神を包んだものの2種類がある。
オリジウムソーサー
第21話にてハイパーゼットン デスサイス（リザーバー）との空中戦で使用。腕から光の輪を発射する。オリジン・ザ・ファースト時代でも右腕から赤いエネルギー光輪を投げる同様の技を使用しているが、一部書籍では技名を記述していない。
オーブスライサーアタック
オリジン・ザ・ファースト時代に使用。光線エネルギーを集中させ、青い矢尻型の光弾を放つ。複数同時に放つオーブブーメランも可能。
光の槍
オリジン・ザ・ファースト時代に使用。長く鋭い槍を発生させ、敵めがけて投げつけて体を貫く。
オーブスピンアタッカー
オリジン・ザ・ファースト時代に使用。全身を高速回転させ、両腕から発射した光線で、敵の体の各部を破壊する。
オーブストライク
光のエネルギーを全身にまとって突進し、敵の体を貫く。

#### スペシウムゼペリオン
スペリオン光線
技名を叫び、右腕・左腕の順番に両腕をL字に広げてスペシウムエネルギーとティガの光を融合させて貯めた後、十字に組み直して放つ必殺光線。発射時は前面に光の輪が展開する。ポーズを省略して即座に放つこともあるほか、第4話では火球と化したマガパンドンに対して高速移動による分身を作りながら放っている。マガバッサー、マガグランドキング、マガパンドン、ホーを倒した。序盤から何らかの手段で遮断・無力化されることが多いが、マガグランドキング戦とマガパンドン戦では、各々の防御手段を崩したうえで決め技として用いられた。第14話ではギャラクトロンに捕らわれたナオミを案じ、ギャラクトロンの頭や胴体ではなく足を狙って放ったが、防がれている。
スペリオン光輪
スペリオン光線を円盤カッター状にしたもので、ティガのゼペリオン光線のように両腕を広げてエネルギーを貯めてから放つ。複数を同時に投げたり、身丈以上に巨大化させて放つことも可能。第1話ではマガバッサーに回避されてビルに命中しそうになったところを高速移動で追いかけて掴み、もう一度投げている。また、第3話ではマガジャッパの臭気にへっぴり腰で投げてしまったこともあった。第16話では技名を叫んでいる。なお、それなりの頻度で使われている技だが第1話を除き1度も相手に通用していない。
- 企画段階では主要技として前面に押し出す予定であったが、メインライターの中野貴雄はテレビでは効果的な演出を見せることが難しかったと述べている。この未練から、劇場版のオーブトリニティでは切断技を多用している。

スペリオンシールド
両腕から発生させる相手の光線を防ぐエネルギー波のバリア。第2話や最終話では、マガ穿孔に対抗するため鏡面を作り出した。
オーブ水流
両手を合わせて大量の水を噴射する。第4話では火球と化したマガパンドンに対して放たれたが、熱波によって無効化されている。
シャットダウンプロテクト
技名を叫び、ウルトラマンのウルトラエアキャッチのような光線で怪獣の動きを止め、巨大な球体状のシールドを作り出して中に怪獣を隔離し、空中に持ち上げて動きを制限する。第8話でグビラを海へ返すために使用。
透視能力
両目から放射する光線で、敵の体内を透視したり、隠れた敵を発見する。

#### バーンマイト
ストビュームダイナマイト
技名を叫び、全身に炎を纏って相手に体当たりし、抱きついて爆発させる捨て身の技。マガジャッパ、ブラックキングを倒した。第11話ではマガオロチを黒コゲにしたが、再生された。また、第16話では生した爆炎を煙幕代わりにして撤退するために用いた。
ストビュームバースト
技名を叫び、両腕で巨大な火球を作り出し、相手に放つ技。第4話ではマガパンドンの炎、第10話ではブラックキングのヘルマグマに対して用い、爆風消火の要領で消火している。
ストビュームカウンター
炎を纏ったカウンターパンチ。第6話ではアリブンタの炎を爆風消火の要領で打ち消すために用い、第10話ではブラックキングのヘルマグマを吸収して繰り出し大ダメージを与えた。直接打ち込む場合はストビュームカウンターゼロと呼ばれる。
ストビュームフット
足先に炎のエネルギーを纏い、滑り込むように繰り出すスライディングキック。
スワローキック
タロウの得意技。空中で何度もひねりや回転を加えてから繰り出す点が特徴。
ストビュームディフェンサー
メビウスが使用していたメビウスディフェンサークルとタロウのタロウバリヤーの強度を併せ持った防御膜。第11話でマガオロチのマガ迅雷を防ごうとしたが、破られてしまった。
ストビューム光線
メビウスのメビュームシュートと似たメビュームシュートとストリウム光線の破壊力を併せ持った必殺光線。劇場版でガピヤ星人サデスに放ったが、然したるダメージは与えられなかった。

#### ハリケーンスラッシュ
オーブスラッガーショット
頭部のスラッガーから放つカッター光線。自在に軌道を操作できるほか、手元で回転させてバリアのように使用することもできる。オーブスラッガーランスの召喚にも使用する。
オーブランサーシュート
オーブスラッガーランスのランスレバーを1回引いて発動。技名を叫び、ランスの先端から放つ必殺光線。ハイパーゼットン デスサイスの暗黒火球を相殺した。
ビッグバンスラスト
オーブスラッガーランスのランスレバーを2回引いて発動。技名を叫んで相手にランスを突き刺し、エネルギーを送り込んで内側から爆破する。ハイパーゼットン デスサイスを倒した。ゼッパンドンには通じず逆にオーブスラッガーランスを吸収されてしまった。
トライデントスラッシュ
オーブスラッガーランスのランスレバーを3回引いて発動。技名を叫んで槍の刃に巨大な光の刃を形成し、残像を伴いながら相手を滅多切りにする。アリブンタ、ケルビムを倒したが、ギャラクトロンには腕で受け止められ、紅蓮騎には全てかわされている。
流星スラッシュキック
エネルギーを集中させ、右足を青く発光させて繰り出す流星キック。第20話にてメトロン星人タルデ（ラウンドランチャー）に対し登場と同時に繰り出した。
ウルトラスラッシュショット
劇中未使用。右手先から針状の鋭い光線を連続発射する。
ウルトラハリケーン
全身を高速回転させて発生させた竜巻で、敵をその勢いで遠方へと放り投げる。

#### サンダーブレスター
ゼットシウム光線
両腕に光と闇の力を集中させた後、両手を十字に組んで右手のクローから放つ光と闇の破壊力を併せ持った必殺光線。発射時は前面に光と闇の輪が展開し、放たれた光線は赤・黒・黄の雷を纏う。マガオロチ、ギャラクトロン、ハイパーゼットン デスサイス（リザーバー）を倒した。第17話でのみ技名を叫んで放っている。
ゼットシウム光輪
右腕にエネルギーを集中させて赤黒い光輪を出現させ攻撃する。初使用時には左腕で抑え込んだマガオロチの尻尾に対し、右手でエネルギーを貯めてから直接切りつけて切断している。また、サイズの調節や応用も利くようで第15話では小型サイズで出現させてメリケンサックのように使用し、第24話ではマガタノオロチの攻撃を防ぐ際にも盾のように右腕を突き出して使用している。
サンダークロスガード
技名を叫び、光と闇の力を集中させた両腕を交差させて発動する防御技。巨大化したジャグラーの蛇心剣・新月斬波を辛うじて防ぐが、衝撃までは防げなかった。
回転ラリアット
全身を高速回転させて敵にラリアットを炸裂させ、戦闘力や活動力を弱める。

#### オーブトリニティ
トリニティウムシュート
オーブスラッシャーのスライドタッチ2回で発動する技。オーブスラッシャーから矢尻のようなV字型の光線を放つ。
トリニティウムブレイク
オーブスラッシャーのスライドタッチ3回で発動する技。カッター光線を連射し、その後一刀両断する。
トリニティウム光輪
オーブスラッシャーのスライドタッチ3回とブーストボタンを押して発動する究極技。巨大な光輪をオーブスラッシャーから発生させて放つ。
トリニティウムストレート
右腕にエネルギーを集中させて空中突進し、敵の弱点に放つパンチ。
トリニティウムシールド
両腕から発生させる虹色に光る円型のバリヤーで、八角形に変形させて敵の攻撃を防ぐ。
EXレッドキングナックル
右腕にEXレッドキングの腕を発生させて、怪獣の体を叩きのめす。
ゴモラアーマー
左腕に装着したゴモラのクローを勢いよく振り下ろして装甲を切り裂く。

#### ライトニングアタッカー
アタッカーギンガエックス
上空に飛び上がってから全身のクリスタルを黄色に発光させ、両手両足をX字に広げて全身から稲妻状の電撃光線を放つ。
ギンガエックスセイバー

ギンガエックスライトニング

#### エメリウムスラッガー
ワイドスラッガーショット
技名を叫び、セブンと同じポーズを取った後、腕をL字に組んで放つ必殺光線。
トリプルエメリウム光線
技名を叫び、両腕を額に添えてエネルギーを貯めた後、右腕を胸元に当てながら額のビームランプから放つ緑色の必殺光線。
オーブスラッガーショット
ハリケーンスラッシュと同じ技。頭部左右のスラッガーと併用する形で使用する。
超ウルトラノック戦法（）
オーブスラッガーショットと空中に静止させた頭部の3本のスラッガーを気合とともに打ち出す。
ESスペシウム（）
腕をL字に組んだ後、右腕を真横に伸ばしてエネルギーを溜め、再び腕を十字に組んで放つ必殺光線。発射時には光の輪が展開する。

### 関連する力を持つ戦士
- ウルトラマンゼロ ビヨンド
- ウルトラマンジード
  - ウルトラマンジード トライスラッガー
  - ウルトラマンジード ブレイブチャレンジャー
  - ウルトラマンジード ギャラクシーライジング
- ウルトラマンオーブダーク
- ウルトラマンレイガ
- ウルトラマンオーブダークネス

## 登場組織
SSP
ナオミを中心に結成された、怪奇現象追跡サイト。モットーは「世界のミステリーや怪奇現象を解明すること」、合言葉は「ネバー・セイ・ネバー（できないなんて言わないで）」。組織名はサムシング・サーチ・ピープル (Something Search People) の頭文字を取った略称。オフィス所在地は東京都東多摩市北川町1-20-1。
閲覧数は多いとは言えず、オフィスの経営状態も良いとはいえないために家賃や水道料は滞納気味であり、水道を止められそうになったことがある。また、良かれと思って取った行動が原因で、逆に炎上してしまうこともある。しかし、最終話ではマガタノオロチの弱点に関する内容を掲載したことから、2億4千万アクセスを達成した。
SSP-7
移動手段として使用する専用車。メインカラーは黄。ナンバープレートの「55-97」は車名を模したものである。マガバッサーのマガ嵐に巻き上げられたり、オーブ（バーンマイト）のストビュームバーストの爆風で吹き飛ばされて横転しても、傷一つ付かないタフさを持つ。第14話でギャラクトロンに取り込まれた際にはナオミを残してオーブ（サンダーブレスター）のゼットシウム光線でギャラクトロン共々大破してしまうが、怪獣災害保険に加入していたため、第21話では2代目となる車両が登場した。
ストームチェイサー
第1話でシンが謎の竜巻を調査・追跡するべく制作した、小型の気象観測装置。
ダウジングラジオ
第2話でシンが地底の振動を計測するためにFM波やラジオを利用して製作した。
SAP（）ガン
第3話でシンが制作した、吸水性ポリマーを放ち水を凝固させることが可能な高性能銃。名称はスーパー・アブソーベント・ポリマーガンの略。マガジャッパの足止めに使用された。
劇場版では機能を向上させた強化SAPガンが登場した。
防火スーツ
第4話でシンがマガパンドンの高熱に対応するために制作した特殊スーツ。
未来予測システム
第5話からシンが制作している装置。複数の時計が無造作に接続されており、未来を予測することが可能になるという。
UMA探知機
第8話でラゴンの捜索に使用した小型の探知機。シンが小学4年生のころ、夏休みの自由研究としてツチノコを探すために作った発見機。
人工知能
第9話で業務効率アップを図るため、シンによって開発されたナオミをモデルとした人工知能。だが、実際は「『赤字よ！』『何これ？』『どういうこと!?』くらいしか言うことを仕込まなくていいから作るのが楽」というシンの彼女を茶化した態度が露わとなるガジェットであった。
- 人工知能が言う「顔でも洗って、反省しなさい！」は、ナオミ役の松浦雅がかつてミュージカル版『美少女戦士セーラームーン-La Reconquista-』で水野亜美 / セーラーマーキュリー役を演じていたことにちなむ。

生体反応分析機
第12話で休眠状態となったマガオロチの分析に使用した装置。直接触れずとも対象の脳波やバイタルを計測できる。
スペクトルバイザー
第22話でカフェ★ブラックスターの探索に使用した特殊バイザー。人間に視認できない光を可視化できる。
ジェッタ専用プロテクター
悪臭を取り除く強力な脱臭剤が全体に装備されたプロテクター。
全身パワードスーツ
装着者の動きをCGモデルを動かすことでコントロールする。
ビートル隊
パリに本部を置く国際的特捜組織。正式名称はVTL(Versatile Tactical Leader)。本来怪獣災害への対処は想定されていなかったが、相次ぐ魔王獣の復活を機に法改正による活動範囲の拡大や装備増強が図られるようになった。怪獣への対処はオーブに先を越されてしまうことが多いため、ジェッタからは出動の遅さをたびたび指摘されている。また、シンによると「機密、機密で隠し事ばっかり」とのこと。
- メイン監督の田口清隆は、当初は『ウルトラマン』の科学特捜隊を登場させることを提案したが実現には至らなかった。

ゼットビートル
ビートル隊が用いる多目的VTOL機。『ウルトラマン』に登場した宇宙ビートルのような形状をしている。メインカラーは青。複数機体が存在し、単独での宇宙空間での飛行や活動も可能。緊急脱出装置にはコフネ製作所のスプリングが用いられている。
- ミニチュアは『ウルトラマンメビウス』に登場したイカヅチの改造。
- 第17話での格納庫の描写は、打ち合わせ段階では建物の屋上に現れるのみであったが、特撮班が独自に格納庫のセットを制作して実現した。

スーパーガンリボルバー
ビートル隊の隊員が携帯する光線銃。シリンダー部分にエネルギーカートリッジを装填して使用する。
- デザインは田口によるもので、『ウルトラマン』のスーパーガンと日本の警察官に配備されている拳銃ニューナンブM60をモデルとしている。

スパイナーR1（）
第24話に登場。実験段階の新型大陸間弾道ミサイル。ビートル隊が保有する最強の兵器で、半径1キロメートルを破壊する威力を持つ。マガタノオロチの誕生を阻止するために使用されるが、逆にそのエネルギーのすべてを吸収され、マガタノオロチを誕生させてしまう。ジャグラーには「人間どもの闇の力」と称され、太平風土記の原本に記された「天の雷に似たる矢 悪しき気を持ちて オロチ蘇らせたり」の一文を再現する結果となった。
- 「東京での大量破壊兵器の使用」を巡る展開は、2016年公開の映画『シン・ゴジラ』と類似しているが、脚本作業の段階ではスタッフは誰も同作品を鑑賞していなかったという。
- 名称は『帰ってきたウルトラマン』のスパイナーと『ウルトラセブン』の超兵器R1号に由来し、映画監督の樋口真嗣によって命名された。田口は、第24話の内容が樋口の『シン・ゴジラ』と被ったことを飲み会で報告したところ、樋口はそのことを気に留めずこの名称を提案したという。
- ミニチュアはギャラクトロンを拘束したアンカーを改造したもの。

コフネ製作所
小舟惣一が社長を務めるバネ工場。かつては倒産も危ぶまれていたが、ビートル隊へゼットビートルの緊急脱出装置用スプリングを提供し始めたことにより、これを免れた。社のモットーは「常に向上心」。
- ロケは実際に小惑星探査機はやぶさなどのバネを制作している工場で行われた。

TKBテレビ
劇中に登場するテレビ局。西島まどかなどのアナウンサーが怪獣災害の現場に出向いている。

## 登場怪獣・宇宙人

### 本作品の新怪獣・宇宙人
無幻魔人 ジャグラス ジャグラー
オーブ＝ガイの宿敵。銅色の鎧を纏ったような容姿の黒い魔人で、平時は黒いスーツを着た人間の男の姿をとっている。かつては光の勢力に身を置き、ガイとは互いに切磋琢磨し合うライバル関係にあったが、かつて力では勝っていた自分ではなくガイがオーブカリバーに選ばれたことを妬み、それがきっかけで闇の力に魅入られて以来、ガイと雌雄を決するべく戦い続けてきた。
キザな言動が特徴的だが、内面は「全ての命など滅べばいい」と邪悪な本性を隠そうともせず、その瞳や言動からは狂気すら感じられる。生身での格闘能力はガイにまったくひけを取らないほか、蛇心流（）と呼ばれる剣技の使い手でもあり、この世に斬れないものはないと言われる蛇心剣（）という名の日本刀のような刀身を持つ丸みを帯びた柄の妖刀を持ち、戦闘だけでなく空間を切り裂くことで移動するほかパワーの発動にも使用される。また、暗黒光弾を手から発射する。偏頭痛持ちであり、オーブニカの音色を耳にすると症状が悪化するとしてこれを非常に忌み嫌っている。人間の怒り、恐れ、悲しみなどの負の感情に触れることを楽しみ、デスゲームと称して魔王獣などを召喚する。
マガオロチを解き放つため、多数の怪獣カードを利用して6体の魔王獣を復活させ、その力の回収を目論む。そのためにオーブを利用している節もあり、戦闘で敵に苦戦するガイに対し挑発することで発破を掛けたり、倒された魔王獣のカードを入手した際に感謝を述べたりすることがある。また、人間に執着した結果、本来の力を失い他のウルトラマンの力を借りなければ変身できなくなったガイに対して落胆と憤りを露わにしている。
第4話にて魔王獣のカードを全て揃えた後、メフィラス星人ノストラが所持するウルトラマンベリアルのカードを狙って惑星侵略連合に参加していたが、第10話にてノストラによってオーブとの共倒れを狙った策略に嵌められたのを期に真の姿を現し、ノストラとナックル星人ナグスを殺害してベリアルのカードを奪取、惑星侵略連合は用済みと判断して離脱し、再び単独で行動を開始する。
第11・12話では、揃えたカードで遂にマガオロチを復活させ、敗れたオーブからウルトラフュージョンカードを奪うことに成功。オーブへの勝利を勝ち誇り、なす術のないガイを嘲笑うが、復活に使用したベリアルのカードでサンダーブレスターにフュージョンアップしたオーブにマガオロチを倒されたことで勝負をひっくり返され、悔しさのあまりに絶叫した後、負けを認めてウルトラフュージョンカードをガイに返却。「所詮お前も俺と同類だ」「（強大な力ですべてを破壊することを）楽しめ」と言い残し、どこかへと去っていった。
その後ルサールカを訪れていたガイの前に再び現れ、闇の力に引き込もうと画策しマガオロチの尻尾にダークリングでゼットンとパンドンの力を注いだうえに自らもそこに一体化することでゼッパンドンとなる。「闇の力を頼りこのまま滅びるか、闇に堕ちるか、お前にはそれしかない」と挑発しつつその力でオーブを追い詰めるが逃亡される。だがそれだけでは満足せず、オーブを誘い出すため日本へ戻り、蛇心剣を手にナオミを襲おうとするが間一髪のところでガイに阻止され、再びゼッパンドンへと超合体する。目論見どおりにサンダーブレスターへとフュージョンアップしたオーブとの戦いとなるが、本来の力と勇気を取り戻したオーブがオーブオリジンへと変身したことで形勢が逆転、ゼッパンドンを倒された上にダークリングも消滅して一敗地に塗れ、再び絶叫を上げることとなった。
第18話では渋川に敗北したシャプレー星人カタロヒの前に突如現れ、カタロヒを蛇心剣で斬殺した。
第19話ではナオミの前に現れ、友人の陽子にわずかな嫉妬心を抱いていた彼女を闇に誘おうとしていたが、その時の言葉をガイは「本気で願えば運命は変えられる」という意味と解釈している。
第20話では惑星侵略連合の復讐に燃えるメトロン星人タルデ（ラウンドランチャー）によって蛇心剣を奪われた上に重傷を負わされ、ナオミに介抱される。ナオミに自身とオーブとの過去からの因縁を語りナオミからの理解を得るが、それらはナオミを危険に晒すことでオーブにタルデを倒させ蛇心剣を取り戻すための策略であり、事が思惑通りに運ぶとナオミの善意を嘲笑いながら去っていった。その後、蛇心剣を通じて地球の奥底に眠る闇の力の存在を知り狂喜する。
第23話では前述の闇の力を蛇心剣に吸い取らせ、斬撃波として放つ必殺剣、蛇心剣・新月斬波（）を修め、オーブと雌雄を決すべく闇のエネルギーを吸収して巨大化し対峙、一度はオーブを地に伏させるものの、オーブの「誰かを守りたいと思う心」から来る限界を越えた力の前に敗北、ビートル隊に拘束される。
第24話ではマガタノオロチの復活が迫っていることをビートル隊に伝え、復活する前に攻撃するよう告げるが、これは人間にマガタノオロチ復活を後押しさせるための策略であり、復活の混乱に乗じて脱走。マガタノオロチに敗北したガイの前に現れ、「本当の地獄はこんなもんじゃない」と言い、彼の目の前でナオミをも手に掛けたように見せかけ拉致する。
続く最終話にてすべての終わりを確信し、ガイに対して闇こそが永遠であることを知らしめようとするが、ゼットビートルの墜落から無意識にナオミを庇ってしまい、ガイからナターシャの命も密かに救っていたことが明らかにされ、自身が光を捨てきれていなかった事実を突きつけられる。
それを知って意気消沈するが、ナオミの叱咤激励によって明日を迎えるためにマガタノオロチを倒す決意を固めオーブと共闘、マガタノオロチの触手に囚われ食われかけるも、逆にマガタノオロチを押さえ込み自分ごと撃つよう要求。召喚した8人のウルトラマンの光線と同時に発射したオーブのオリジウム光線を受けて別れを告げると同時にマガタノオロチの爆発に巻き込まれる。それでも生き延びガイの旅立ちを見届けた後、最強の闇の戦士となってガイを越えるべくどこかへと去っていった。
- ガイ役の石黒は、ジャグラーは仲間とともにガイの星を壊滅させたが、悪に染まりきる前に良心的なものがあったため、その残虐な行為に心が痛んで子供や女性を助けたという出自があったという。
- 第3話でのふいにガイの肩越しに現れるというのは、石黒のアイデアで人を越えた宇宙人同士の存在であることから決まったものである。第23話では人間との距離感を少しずつ壊すため、メイクを濃くしたり、動きを工夫することで気持ち悪く見せている。ジャグラー役の青柳は、各話の監督と話し合い、掴みどころがなく最後まで本心がバレないようにするため、撮影現場ではのほほんとやっており、その経緯の末に結実したのが最終話の「何がしたいんだ、俺」というセリフになったという。魔人態の撮影の際は、通常は助監督が声を当てるが、スーツアクターの岡部が実際にセリフを発しながら撮影している。
- 独特の怪しい表情と動きを見せる様子はイベントなどの場で「闇の仕草」と総称されている。
- 当初は「ジャグラー」の名称でプリプロダクションが進められていたが、版権申請のリスクを考慮して一度は「ジャグラス」に改称されるも、その後紆余曲折を経た折衷案として「ジャグラスジャグラー」の名に落ち着いた経緯を持つ。
- 魔人態のデザインは後藤正行が担当した。太陽のイメージを持つウルトラマンに対し月をイメージしており、当初は忍者や公爵をモチーフとしていたが、最終的に忍者の要素も残しつつ、マスカレードをコンセプトに、ヴェネツィアの謝肉祭の横顔に見立てた三日月の面と西洋甲冑をモチーフとしたしゃくれ顔のデザインでまとめられた。額と顎の先が横から見ると突き出ていて、三日月のように見えるようになっている。等身大のキャラクターのため、ウルトラマンとは別の方向性で考え、作品的な差別化としてベルトは付けていない。胸の傷は顔に合わせて三日月形となり、造型時に変更された。肩や、腕や脚の甲冑には爬虫類のような感じを出すため、生物感を入れている。装甲を留めているポイントの部分は、ビスのような形で描かれていたが、メカではないため、勾玉や炎のようなデザインとなっている。蛇心剣はデザイン画ではなく、3Dモデリングでデザインされている。
- スーツは全身、マスク、首回り、グローブ、ブーツ、ガントレット、レガース、背骨で分割するものとなっている。首周りはズレを防止するため、脇のストラップで固定している。背中から背骨にかけてのパーツは継ぎ目隠しを兼ねており、背面中央のパーツまで一体になっているため、デザイン画では小さかったが、弱そうに見えることから一回り大きくしており、突起などを足して脊椎に近い造形にしている。スーツは試作では一回り小さな頭部だったが、オーブと並んだ際のバランスを考慮してスケールアップして作り直された。頭部は原型では少し小さかったが、オーブのライバルであることから、並んだ時のバランスやアクターへの負担、電飾を仕込むスペースなどを考慮してゆとりを持たせたサイズに直している。マスクは頭頂部をヒンジとして前後に展開することで着脱し、両目はLEDによって発光する。視界と通気は、額と口、鼻に相当する溝に紗幕を張ることで確保している。オレンジ部分は、正面からは炎、側面からは三日月をイメージしており、グラデーション塗装が有機的なモールドに合わせて施されることで凹凸を強調している。頭頂から後頭部にかけてのヘアライン状の表面のモールド処理は、監督の田口の意向で造形チェック時に追加されたもの。胸の三日月型の古傷はLEDが仕込まれており、アクリルにクラッシュアイスのようなパターンが入ったものをヒートプレスして、赤いアクリルをその表面に被せた二重構造のカバー内側に、カーブにプレスして詰まった部分とパターンが伸びた部分が生じて血管を思わせる立体的となったパーツがある。レガースとガントレットはベースに蛇柄のレザー素材を貼り込んだものとなっている。ソールは交換可能。蛇心剣はアップ用・アクション用がそれぞれ製作され、アップ用プロップの刀身はジュラルミン製で、鯉口やはばき、鞘尻は金属製となっている。はばきや刀身は模造刀のものをそのまま使用し、アクション用の銀箔を木に貼った竹光の刀身と交換可能となっている。柄頭の留め金はスーツに使用しているパーツの流用で、周辺部分のモデリングを炎でアレンジしている。柄や鍔に巻いている布は、ジャグラーのコスチュームに使用していた生地の共布を使用している。
- 「新月斬波」は脚本では「三日月斬り」という名称であったが、ひねりがないとして監督の市野龍一によって命名された。
- メインライターの中野貴雄は、ジャグラーを『ゲゲゲの鬼太郎』のねずみ男や『ルパン三世』の峰不二子のような敵にも味方にもなる第三勢力的な存在と位置づけており、劇場版での立ち位置が本来の想定に近いとされる。メイン監督の田口清隆は、『ウルトラマンガイア』のウルトラマンアグルをイメージした陰のあるキャラクターにし、歴史に残る面白い悪役を目指したと述べている。
- 第16話で口笛を吹くシーンは、演じる青柳尊哉が口笛を吹けなかったため、同話監督の市野龍一がアフレコを行った。

劇場版『絆の力、おかりします!』
ムルナウの洋館の執事として務めているが、その目的は彼女からダークリングを奪還することだった。ガイが落としたエクスデバイザーを拾った後、洋館に乗り込んで来たSSPに協力。監視していたレキューム人とサーペント星人を切り倒し、捕らわれていた大空大地を救出。その後魔人態となってムルナウからダークリングを取り戻す。
デアボリックとの戦いでは再びゼッパンドンを生み出し、「オーブを倒すのはこの俺だ。他の奴らに取られるわけにはいかない」と言ってオーブトリニティを援護すべく参戦。しかし、SSPをガッツ星人ドッペルに人質にされた隙を突かれ、ヒッポリト星人カリストとテンペラー星人バチスタの前に敗北。その後、ドッペルから逃げ出していたSSPと渋川を助け、手にしたダークリングに別れを告げるかの如く「ダークリング、愛してるぜ」と呟いた後、蛇心剣でダークリングを異空間に飛ばした。
事件解決後、ガイやシンやジェッタがいた銭湯で入浴しており、ガイに「先に上がるぞ」と告げつつ銭湯の店主に一礼して去って行った。
『THE ORIGIN SAGA』
冷静かつ任務に忠実なエリート戦士で、聖剣に認められたガイをサポートする相棒として共に宇宙悪魔ベゼルブの脅威と戦う。実力はガイも認めるほど高く、10メートル級のベゼルブならば生身でも倒すことができるほど。理想を追い求めるガイとは正反対の現実主義者な面もあり、理想論を語ったり、勘で動き助言をなかなか聞かないガイに苛立ちを覚える場面もあるが、基本的には未熟なガイを冷静な判断力と的確な助言で支え、彼からも強く信頼される相棒だった。
自分ではなくガイが光に選ばれたことについては早くから割り切っていたが、自身を一方的に師匠と慕うミコットを庇いクグツを受けて一時的に操られてしまったこと、ガイが単独で戦えるほど急成長を遂げて模擬戦の最中に手を抜かれたことで劣等感を抱く。惑星カノンでの戦いではクグツによって操られた戦神を浄化する上で大きな役割を果たしたが、その直後ミコットが見様見真似の蛇心流でベゼルブに挑むも殺されてしまう様を目の当たりにしてしまう。この怒りで力を求めたことで、魔人態へと覚醒。命の木を騒乱の元凶とみなし庇おうとした戦神諸共、蛇心剣で斬り倒した。戦いを終わらせることこそできたものの、この行為によりカノンを敵に回してしまい、共に戦ったアスカからも「光の戦士の戦いじゃない」と否定されてしまったことで、ガイに「もうサポートはしない」と言い渡し独りカノンを去った。
それでも完全に縁を断ち切ったわけではなく、その後は「光の戦士を超える」という目的のもと、単独でベゼルブと戦い、ガイの戦いを陰から助けていた。
- 衣裳はガイとともに袖なしのロングベストを着用することで同じ星系の出身であることを表現している。胸の赤いラインはテレビシリーズでの魔人態の傷痕をイメージしている。
- 魔人態アーリースタイルは、体色を変更する案も存在した。スーツはテレビシリーズと撮影スケジュールが重複することから、傷のないスーツがもう一体別個に作られた。
- 田口・中野による「エピソード10構想」によれば、第1章（『THE ORIGIN SAGA』）の後は傭兵として宇宙各地の戦争に参加し、やりきれない経験を繰り返す中「全ては闇で、光なんてどこにもない」と思うようになっていく。そして第2章（エピソード2-4）にてザルタナ星人に用心棒として雇われガイの前に立ちはだかる。この時の一騎打ちでガイとの対立は深まっていき、さらに第3章（エピソード3）で連行された監獄惑星484を占拠する事件を起こすもガイに阻止され屈辱を味わったことで決定的なものとなった。その後ガイがオーブリングを手にしたのと時同じくしてダークリングに選ばれ、魔王獣復活のために暗躍していくこととなる。

アニメ『怪獣娘 〜ウルトラ怪獣擬人化計画〜』
ジャグラスジャグラー人間態そっくりのJJが第2期に登場（声の出演：青柳尊哉）。キングジョーの握手会に参加し、大好きな友達に冷たくされるなどの辛い近況を語っていたが、突然黒いオーラを纏って暴れ始めた。
『ウルトラマンZ』
表向きはストレイジの隊長 ヘビクラショウタとして振る舞っている。巨大化能力を失っているため、ウルトラゼットライザーを蛇心剣の力でコピーしたダークゼットライザーを生み出し、ゼッパンドンへの変身能力を再び得る。魔人態はハルキからは「トゲトゲ星人」と呼ばれている。

シビルジャッジメンター ギャラクトロン
第14話、第15話に登場。
別次元の宇宙にて製作されたジャッジメンターメカ。起動中は目が赤く光り、人型のドラゴンのような白い体を持つ。ジェッタの「ギャラクシードラゴン」という命名案とシンの「サルヴァトロン」という命名案の両方を取り入れたナオミによって「ギャラクトロン」と名付けられた。ゲル状のバネによるサスペンション機構含め、全身が未知の物質や地球の物理法則を超越した構成で作られている。体の中央部分にある赤い球体は対象をスキャンして分析する能力を持つほか、外部の者と対話する際には人間を取り込み、コードを取り込んだ人間の脳内に直接接続し精神を乗っ取り、この人間の口から直接語り掛けさせる方法で対話する。
その目的は全ての争いをなくすことであり、争いを感知するとそれを鎮めるようプログラムされている。分析を受けたナオミも世界の平和を守るという強い意志を感じ取っていた。
喧嘩のような些細なものであれば、それを鎮めようと穏やかな音楽を流す程度であったが、地球の調査解析結果から「地球人には紛争や差別が存在し、争いの火種を生む危険な存在だ」と一方的に断定、「この世界のために争い全てを停止させることが我が使命であり正義」「宇宙は他の命からエネルギーを奪わなくても済むようにできているから、他の命を殺すことで自分の命を生きながらえさせる食物連鎖は間違った進化である」という名分で地球の生命システムすべてをリセットしようと破壊活動を行った。この姿勢からガイは、飛来の理由を「別次元の人間が手を焼いて不法投棄したのでは」と推測している。
後頭部に伸びているギャラクトロンシャフトと左腕に装備されている回転式の大剣ギャラクトロンブレード、ビーム砲を内蔵し切り離しての遠隔操作も可能な右腕のロケットアームを武器としており、ギャラクトロンシャフトはオーブを持ち上げるほどの怪力を持つ。そしてこの他に目と胸部からの閃光光線も扱い、命中すると魔法陣のような光が現れた後爆発し、エネルギーを集中させて放つ強化版ギャラクトロンスパークは広範囲を一瞬で焦土に変えることもできる。
ガイやSSPの面々と渋川がコフネ製作所に滞在している際、製作所近くの上空に現れた魔法陣のようなゲートより出現。当初は地球の文明を分析すべく活動を停止しており、その間はビートル隊による安全管理下でシンとコフネ製作所の面々によって解析されていたが、分析が終了すると共に起動しつつナオミをSSP-7ごと取り込み、彼女の口を介して地球のリセットを宣言し、市街地で破壊活動を開始する。現れたオーブのことは地球外の存在と分析したことで当初は無視したが、ナオミを救い出そうと人気のない森林へ運ばれたことで戦闘に突入。スペシウムゼペリオンのスペリオン光線や、ハリケーンスラッシュのトライデントスラッシュをものともしない強さを見せ、ギャラクトロンシャフトでオーブを持ち上げつつギャラクトロンブレードで串刺しにし、「これ以上邪魔をするな」と忠告した上で退ける。
その後、ギャラクトロンスパークで周囲を焦土にしつつ破壊活動を再開するが、オーブが意を決してフュージョンアップしたサンダーブレスターの力の前には、ギャラクトロンシャフトやギャラクトロンブレードをもぎ取られた挙句、コードが外れて正気を取り戻したナオミに構わず一方的に叩きのめされ満身創痍の状態となる。
ジェッタの叫びで一瞬止めを刺すことを思いとどまったオーブに対して閃光光線で攻撃しつつ、争いを鎮める音楽を流し何かを伝えようとする動作を見せるが、それに構わず放たれたゼットシウム光線を受けて爆散する。
ナオミは幸運にも一命を取り留めたが、オーブはまたしても大切な人を守れず傷つける結果に終わってしまった。
- デザインは野中剛が担当した。白い体色は監督のアベユーイチからの要望によるもので、最終的に戦闘で汚れていくことを意図している。魔王獣でかっこいい王道怪獣のラインが頻出していたため、それらとの差別化として尾が後頭部から生えていることや腕以外に可動するポイントがあることを基に調整している。アベはイメージソースとして漫画『ぼくらの』のジアースやアニメ『聖戦士ダンバイン』のダンバイン、オーラ・バトラーなどを挙げている。
- 脚本では3Dプリンターのように出現するという描写であったが、異世界から来た存在であることを出したいというアベの考えにより魔法陣から出現するという描写となった。

『ウルトラマンジード』に登場するギャラクトロン
『ウルトラマンジード』第7話「サクリファイス」、第8話「運命を越えて行け」、映画『劇場版 ウルトラマンジード つなぐぜ! 願い!!』に登場。
第7話・第8話
伏井出ケイが怪獣カプセルをライザーでリードしたことにより魔法陣から出現。ギャラクトロンスパークで市街地を破壊しつつ、伊賀栗レイトと一体化しているウルトラマンゼロがいるケイの講演会の会場に接近したところで、現れたウルトラマンジード（プリミティブ）と戦闘となる。ジードのジードクローによる攻撃を物ともせず進撃を続け、ギャラクトロンシャフトでジードを拘束しつつレイト目がけて熱線を放ち、ゼロを消滅させる。ここでジードに脱出され、コークスクリュージャミングを食らいギャラクトロンシャフトとギャラクトロンブレードを失うも、なおもジード目がけて進撃を続ける。
その後はジードの怒りの猛攻を平然と受け流すも、ケイの命令により活動を停止する。そしてジードが再び変身出来る時間になると活動を再開し、現れたジードを自らの損傷を物ともせずに再度圧倒するも、復活したゼロがジードに加勢し劣勢となる。しかしここでケイによってさらに1体が出現し、ゼロを苦戦させる。その後ゼロがウルトラマンゼロビヨンドに強化変身すると形勢が逆転し一方的に叩きのめされる。そして1体目の個体はアクロスマッシャー形態に姿を変えたジードの猛反撃を受けディフュージョンシャワーを受けて爆散。2体目の個体もゼロビヨンドのバルキーコーラスを受けて爆散した。
『劇場版 ウルトラマンジード つなぐぜ! 願い!!』
本作品にてギャラクトロンを宇宙各地に送り込んだのは巨大人工頭脳ギルバリスであったことが明かされる。
沖縄では5体が送り込まれ、ウルトラマンジード、オーブ、ゼロ、ジャグラスジャグラー、グクルシーサーらと対決した。
- スーツアクター：梶川賢司（第7、8話）

奇機械改竜 ギャラクトロン
映画『劇場版 ウルトラマンオーブ 絆の力、おかりします!』に登場。
以前出現したギャラクトロンの同型機で、ムルナウによる模擬改造により、胸からはギャラクトロンスパークに代わり、ギャラクトロンジェムスパークという、物質を宝石化する虹色の光線を発射する。
物語開始時に、ハワイ諸島・某島でオーブオリジンと戦っており、相変わらずの強敵ぶりで彼を追い詰めるが、ウルトラマンゼロが加勢してからは劣勢となり、両腕の武装を切り落とされた末に、2人の光線技を同時に受けて爆散した。
- テレビシリーズでは両腕の武器を同時に使うことがなかったが、田口はアベからそれを伝えられ劇場版で描写した。

ギャラクトロンの派生怪獣
- ベリアル融合獣 キングギャラクトロン
- シビルジャッジメンター ギャラクトロンMK2
- ラストジャッジメンター ギルバリス

- テレビアニメ『SSSS.GRIDMAN』第8話では、新条アカネの部屋の棚にギャラクトロンのフィギュアが飾られている。同話に登場するメカグールギラスに合わせてメカ系怪獣でまとめられている。

カマイタドン
第23話に名前のみ登場。
都市のビルに謎の亀裂が入る現象に対し、鎌鼬の仕業ではないかと考えたジェッタとシンが古代の文献『太平風土記』の中から見つけた怪獣の1体。書物には「鎌鼬呑」と表記され、「禍々しき風にてありとあらゆる物を切り裂く」と記されている。
だが、実際にこの怪事件を引き起こしていた犯人はジャグラーであったため、彼らがこの怪獣に出会うことはなかった。
- 名称は柳沢慎吾の持ちネタに由来する。
- 『太平風土記』のイラストは、助監督の宮崎龍太の妻が描いている。

### 魔王獣
本作品の主な敵である、世界を滅ぼすと言われる怪獣たちの総称。「闇」「光」「風」「土」「水」「火」のエレメントに属する6体と、それらの頂点に位置する大魔王獣が存在する。名前は必ず最初に「マガ」と付き、別名も「○（属性名）ノ魔王獣」というものになっている（マガオロチ、マガタノオロチ除く）。また、外見上の共通点として頭部にはマガクリスタルと呼ばれる赤い結晶体が存在しており、各魔王獣の封印のために歴代ウルトラマンの力が宿っている。後に、ジャグラスジャグラーは他の怪獣のエネルギーを照射して合体魔王獣を創り出している。
- 番組企画書には歴代ウルトラマンと魔王獣との戦いを描いた「魔王獣戦役」が背景設定として記述されている[2]。
- 田口・中野による「エピソード10構想」では、6体の魔王獣はマガオロチの卵のエネルギーが地球のエレメントと結びついたことで誕生し、倒すと不安定な環境だった当時の地球に多大な影響を与えるため、ウルトラマンたちに封印されていたとされる[14]。

光ノ魔王獣 マガゼットン

風ノ魔王獣 マガバッサー
第1話に登場。
ウルトラマンメビウスによって電離層に封印されていた風属性の魔王獣。鳥や飛竜のような外見の通り飛行能力を持ち、上空を旋回して作り出す台風のような黒雲からマガ嵐という複数の竜巻を巻き起こすほか、マガ衝撃波という翼の風圧によって衝撃波を伴った突風を巻き起こす羽ばたきや空中戦を得意とする。ガイ曰く「悪魔の風」。古代の文献『太平風土記』にも日常のすべてを滅ぼす妖怪「禍翼（）」として記されていた。その活動はバタフライ効果によって東京各地で異常気象を発生させるうえ、太平洋上でも台風を大量発生させるほどの影響を与えていた。
まずは街に現れてマガ嵐で甚大な被害を与えるが、その中に飛び込んだオーブに阻まれ、撤退する。翌日、さらに強力なマガ嵐を伴いながら再度出現し、再びオーブと対決する。一度は空中からの攻撃で圧倒するもスペリオン光輪で翼を切りつけられ、追いついてきたオーブに地上へ投げ落とされ、地表への激突でダメージを負う。最後は、スペリオン光線を受けて撃破される。
- デザインは楠健吾が担当した。モチーフは猛禽類を起点とし、最終的に中国神話の翼を持つ龍・応竜のイメージでまとめられた。また、『ウルトラマンA』のオープニング映像に登場していたベムスターのシルエットを再現するという意図も込められている。
- スーツアクターの腕は翼の中に入っており、スーツの腕の部分は翼と連動している。
- 当初は「キングバッサー」という名称が検討されたが、グランドキングの登場も決まっていたため、アシスタントプロデューサーの岡本有将の提案により「マガ」が共通名となった。
- 田口・中野による「エピソード10構想」によれば、第6章（エピソード6-0）でガイが北極海で倒したペギラのカードをジャグラーが用いて復活させた。
- 「ウルトラ怪獣擬人化計画」の一環として、『電撃G's magazine』2016年10月号にはNINNINによるデザインの擬人化が掲載された。
- 田口は後に『ウルトラマンR/B』に登場した猛禽怪獣 グエバッサーをマガバッサーの野生体と想定している。

土ノ魔王獣 マガグランドキング

水ノ魔王獣 マガジャッパ
第3話に登場。
ウルトラマンジャックによって湖の下に封印されていた水属性の魔王獣。細い鼻を持ち、頭頂部と背部には鰭（）が生えている。『太平風土記』では「禍邪波」と記されている。水に浸かることを好み、まるで温泉巡りをするかのように各地の湖を転々としていた。
凶暴性はないものの、全身から凄まじい悪臭を放ち続けており、それが川や水道などのあらゆる生活水に水質異常を起こすことなく混ざることで人々を苦しめる性質を持つ。そのため、山奥の湖に姿を現しただけでもプールや銭湯は営業休止に追い込まれた。
鼻先から高圧で放射するマガ水流のほか、口から強い臭気を帯びた黄色い臭気ガスを放つマガ臭気や両手にある吸盤から放つガスを利用して敵を引き寄せるマガ吸引、透明になって姿を隠すといったさまざまな能力を持つ。また、全身の鱗（）はスペリオンスラッシュを弾くほどの強度を持つ。オーブもその悪臭にはかなり手を焼いたものの、バーンマイトとなった後は炎をまとった格闘戦を展開し、形勢は逆転する。最後は、ストビュームダイナマイトで撃破される。
- デザインは楠健吾が担当した。甲殻はエビ、胴体はタコをモチーフとしている。当初はクジラや深海魚などをモチーフとした大型の怪獣としてデザインが進められていたが、「ムルチのようなシュッとした線」との要望を受けて変更された。頭部はデザイン画ではバショウカジキをモチーフとしていたが、造型段階で田口の提案により『ウルトラマンタロウ』の怪獣を意識したタツノオトシゴをモチーフとしたものに変更された。
- 着ぐるみはゾアムルチの改造。
- 「ウルトラ怪獣擬人化計画」の一環として、『電撃G's magazine』2016年11月号にはNINNINによるデザインの擬人化が掲載された。

火ノ魔王獣 マガパンドン

闇ノ魔王獣 マガタノゾーア

大魔王獣 マガオロチ
第11話、第12話に登場。
モンスター銀河から地球に飛来した、魔王獣の頂点ともいうべき存在。6体の魔王獣の封印が解かれると姿を現し、惑星そのものを食べ尽くして成長することで、その星を死の星へ変えていくとも言われている。頭部には赤い角を、胴体には6体の魔王獣を象徴するかのような6つの赤い眼を持つ。マガ迅雷と呼ばれる大イカヅチが武器で、口から放つほか、尾を巻き付けて相手に直接流し込む。また、その身体はオーブのあらゆる必殺技を寄せ付けず、片手でオーブを軽々と持ち上げて投げ飛ばしてしまうほど、格闘能力にも優れている。
かつて玉響姫とゾフィーの力によって入らずの森の地下深くに封印されていた卵が、ジャグラーの放った6体の魔王獣とウルトラマンベリアルのカードによって封印が解かれたことで、孵化する。スペシウムゼペリオン・バーンマイト・ハリケーンスラッシュといった当時のオーブの全能力をものともせず、一度は撃退する。その後、街を蹂躙して一時的に休眠状態となっていたが、活動を再開してガイと玉響姫に襲いかかり、ガイが変身するまでの時間を稼ごうとした玉響姫をマガ迅雷で消滅させる。怒りに燃えたガイ=オーブが新たにフュージョンアップしたサンダーブレスターには終始圧倒され、尻尾を切断されたうえでゼットシウム光線を受けて撃破される。しかし、尻尾はジャグラーによって密かに回収されており、後にゼッパンドンが生み出される。また、この形態はあくまでも幼体に過ぎず、休眠中に地底に託した命が地球の内部で成長し、完全態であるマガタノオロチが後に誕生することとなる。
- デザインは後藤正行が担当した。エビやカニなどの甲殻類をモチーフとしており、マガクリスタルが付くこと以外は既出の魔王獣との統一性は意識されていない。手足の甲殻の内部は内臓器官をイメージしていたが、造型には反映されていない。背中には大きな突起をつけているが、ボリューム感を持たせるのみで、特に意味はないという。デザイン案では四足歩行とするものもあった。

『ウルトラギャラクシーファイト 大いなる陰謀』に登場する邪悪大魔王獣 ゴーデスマガオロチ
Chapter1『動き出す陰謀 -The Beginning-』に登場。卵の状態でアブソリュートタルタロスからスラン星人の元へ渡り、惑星ミカリトやゴーデス細胞を植え付けられたウルトラマンマックスから力を吸い取る。ウルトラマンリブットがマックスに抗体を打ち込んだことでマガタノオロチへと一気に成長することは阻止されたが、ゴーデス細胞により強化された状態で孵化。リブットやマックス、さらに駆けつけたウルトラマンゼノンと互角に渡り合うが、ゼノンのゼノニウムカノンで怯んだところにリブットのスプレッダーロッドから発射された光線とマックスのギャラクシーカノンを同時に受けて爆散する。

超大魔王獣 マガタノオロチ
第24話、最終話に登場。
マガオロチが地球に残した命が、地球そのものを蛹にしてエネルギーを吸いながら成長した姿で、マガオロチの成体にあたる。覚醒の際には、これまでの魔王獣復活時に起きたさまざまな異常現象が勃発する。地球に潜伏していた宇宙人たちが予見していた地球の最期を告げるものの正体であり、『太平風土記』には「天の雷に似たる矢、悪しき気を持ちて、オロチ蘇らせたり」と記述されていた。
外見はマガオロチと大きく異なり、触手で覆われた丸い体の中央に巨大な頭部を持つ。星のすべてを喰らい尽くすという伝承通り、常軌を逸した食欲の持ち主でビルなどの建築物は勿論、瓦礫を運んできた竜巻といった天災、果てはオーブの光線技などありとあらゆる物質やエネルギーを巨大な頭部で食べて吸収してしまう。八岐大蛇のごとく巻き付いたマガオロチの首のような器官からマガ迅雷を放てるほか、マガ光弾・マガタノ嵐・マガ穿孔・マガタノ臭気・マガ火玉火炎弾、マガタノゾーアの触手といった、これまでの魔王獣の技や能力を使用できる。その中でも最大の威力を誇るのが、巨大な口から放つマガタノ迅雷である。その圧倒的なパワーで、これまで幾多の戦いを切り抜けてきたサンダーブレスターやオーブオリジンの力さえも受け付けない。
マガオロチが地底に命を送り込もうと地面に倒れ込んだ際には神尾公園の御神木を押し倒していたが、その部分だけ地底に送り込むエネルギーの照射が聖なる気を持つ御神木に阻まれており、顎の下の一点だけが不完全な状態で残る唯一の弱点となっている。
ジャグラーの口からビートル隊に「地球を蛹にして成長している」と伝えられたことから、成長しきる前に倒そうとしたビートル隊によってスパイナーR1を用いた攻撃が行われるが、ミサイルの熱エネルギーを吸収して完全体となり、8つの龍脈が交差する東京タワー上空の暗雲より出現する。破壊活動を開始したところに現れたサンダーブレスターとの初戦では圧倒したうえ、オーブオリジンのオーブスプリームカリバーを口で吸収してマガ穿孔でカラータイマーを貫き、完勝する。
必死の抵抗を続けるビートル隊を蹂躙しながら地球の捕食を再開した後、再度現れたオーブと彼の助太刀に現れたジャグラーをもまとめて圧倒するが、SSPが解き明かした顎の下の弱点をビートル隊の攻撃によって露わにされ、触手でジャグラーを捉えるも逆に抑え込まれる。最後は、先輩ウルトラ戦士たちの力を借りたオーブスプリームカリバーとオリジウム光線を弱点に撃ち込まれ、全身から8匹の赤黒いヘビの形をした邪気を放出しながら周辺一帯を破壊し尽くす大爆発を起こし、消滅した。
- デザインは後藤正行が担当した。成体のマガオロチとしてデザインしており、マガオロチとは逆に前面に内臓器官を出すことで気持ち悪さを際立たせている。品田冬樹が作った雛形によるアイデアで腕をなくし、食うこと・噛みつくことに特化したものとなり、スーツアクターは口を開閉させるために腕を使っている。八岐大蛇をモチーフとしているため、8本の首が伸びたデザインも検討されたが、ありがちなデザインであり着ぐるみでの表現も限界があることから、全身に8つの顔がある形状となった。造形ではマガオロチの背中の突起を尻尾に付けている。

合体魔王獣 ゼッパンドン
第16話、第17話、劇場版に登場。
サンダーブレスターによって切断されたマガオロチの尻尾に、ジャグラーがゼットンとパンドンの怪獣カードを用いて超合体することで誕生した、未知の魔王獣。超合体時のコールは「ゼットンよ！ パンドンよ！ お前たちの力、頂くぞ!!」。劇場版では「ゼットンさん！ パンドンさん！ 闇の力、お借りします!!」。ゼットンとパンドンの特徴を併せ持った外見に、頭部から発射する破壊光線、ゼッパンドン撃炎弾やゼッパンドンシールドなど多彩な攻守手段を持つうえ、ハリケーンスラッシュ形態のオーブをも上回る瞬間移動能力も持つ。
オーブにサンダーブレスターの闇の力を使わせ、完全に闇へ堕とすことを目的としている。
ガイが訪れていたルサールカに放たれ、スペシウムゼペリオン形態で現れたオーブのスペリオン光輪を食べて無力化すると共に、スペリオン光線をもゼッパンドンシールドで防ぐ。ハリケーンスラッシュ形態となったオーブを瞬間移動能力で圧倒し、ビッグバンスラストを無効化すると共にオーブスラッガーランスを吸収したうえ、バーンマイト形態となったオーブのストビュームダイナマイトを受けても無傷だったが、その爆発の隙にオーブ=ガイに逃亡される。
その後、オーブをおびき寄せるために標的をナオミをはじめとする地球人類に変更し、日本に再び出現する。ゼットシウム光線をゼッパンドンシールドで防ぐなどして優勢に戦い、人類からの信頼を失ってビートル隊の攻撃に晒されるサンダーブレスター形態のオーブを嘲笑いながら追い詰めるが、本来の力を取り戻したオーブがオーブオリジン形態となった後はその力の前に圧倒される。最後は、オーブグランドカリバーでゼッパンドンシールドを破られ、オーブスプリームカリバーを受けて撃破される。
劇場版ではジャグラーがオーブトリニティを援護する際に出現させる。
- デザインは楠健吾が担当した。左右に分かれたパンドンの間にゼットンが挟まっているというコンセプトであるが、監督の市野龍一の提案により単なる両怪獣のバリエーションとならないよう、サメをイメージした頭部が加えられている。
- テレビシリーズでは時間的な都合からフュージョンアップシーンを撮影することができなかったため、劇場版では監督の田口がこれを汲み取って描写している。劇場版でのジャグラーの変身バンクは、当初の予定にはなかったが、テレビシリーズで魔人態がゼッパンドンを召喚していたため、劇場版の製作発表の当日に青柳が田口にわがままを言ったことから実現したものとなった。

『ウルトラマンZ』に登場するゼッパンドン
『ウルトラマンZ』第5話「ファースト・ジャグリング」、第24話「滅亡への遊戯」に登場。
過去作同様にジャグラーが変身するが、変身時はダークリングと怪獣カードではなく、ダークゼットライザーおよびゼットン、パンドン、マガオロチの怪獣メダルを使用する。変身時のコールは「ゼットンさん！パンドンさん！マガオロチ！お待たせしました、闇の力、お借りします!!」。
ペギラを撃破したウルトラマンゼットの前に突如出現し、能力を駆使してゼットを追い詰めるが、ゼットアイスアローによって撃破される。
- スーツアクター：新井宏幸
- 脚本では変身時のコールはマガオロチも「さん」付けになっていたが、ヘビクラ（ジャグラー）役の青柳は、ジャグラーが自分で復活させたマガオロチを「さん」付けはしないだろうと考え、呼び捨てにすることで距離感の近しさを表現している。

### 惑星侵略連合
メフィラス星人ノストラを首領とする侵略宇宙人たちの組織。地球侵略のために秘密活動を行っており、その障害となるウルトラマンオーブの打倒を狙う。後にジャグラーも参加したが彼のことは信用しておらず、逆にその手にある魔王獣のカードを奪取しようともくろむ。
第9話でババリューが脱退し、第10話でノストラとナグスがジャグラーに殺害され、唯一難を逃れたタルデも第20話にてジャグラーに復讐戦を挑んだ末にオーブに倒され、全滅した。
- 悪質宇宙人 メフィラス星人ノストラ
- 幻覚宇宙人 メトロン星人タルデ
  - メトロン星人タルデ（ラウンドランチャー）
- 暗殺宇宙人 ナックル星人ナグス
- 暗黒星人 ババルウ星人ババリュー
  - ニセウルトラマンオーブ

- メインライターの中野貴雄は、ジャグラーを単なる悪役ではなく第三勢力と想定しているため、明確な悪役として惑星侵略連合を登場させた[13]。またヒーローの名乗りの格好良さを見せるため、怪獣以外にしゃべる悪役を登場させる必要があったとしている[28]。

## 登場アイテム・劇中用語
ウルトラフュージョンカード
ウルトラ戦士の光の力を宿したカード。作中世界ではるか昔、ウルトラ戦士たちが魔王獣を封印するために残したエネルギーパワーをオーブリングでカード化したものである。フュージョンアップに使用するほか、そのままかざすだけでも特殊な力を発揮する。オーブ＝ガイは一部例外こそあるが、倒した魔王獣のマガクリスタルをオーブリングに通すことで、その封印を担当していた歴代ウルトラ戦士の新たなカードを入手し、普段は腰から提げたカードホルダーに入れ、携帯している。
劇中に登場したカードは以下の通り。
| 名称                                   | 属性 | 背景色          | 入手ルート | 備考 |
| -------------------------------------- | ---- | --------------- | --- | --- |
| ウルトラマン                           | 光   | 青              | マガゼットンを撃破。                                                                                               | 第5話ではバリアのようなものを張った。 |
| ウルトラマンティガ（マルチタイプ）     | 古   | 黄              | 作中で言及なし[注釈 29]。                                                                                          | - |
| ウルトラマンメビウス                   | 剣   | 白              | マガバッサーを撃破。                                                                                               | - |
| ウルトラマンタロウ                     | 火   | 赤              | マガグランドキングを撃破。                                                                                         | - |
| ウルトラマンジャック                   | 盾   | 緑              | マガジャッパを撃破。                                                                                               | - |
| ウルトラマンゼロ                       | 斬   | 水色            | マガパンドンを撃破。                                                                                               | - |
| ウルトラマンエックス                   | 鎧   | 黄              | ガイとナオミの間に生まれた絆に呼応したエックスが生み出したカード。                                                 | - |
| ウルトラマンベリアル                   | 闇   | 紫              | ノストラ→ジャグラー→マガオロチ→玉響姫と持ち主が移り、最終的に玉響姫がガイに託す。                                  | - ジャグラーは『黒き王』と呼び、6体の魔王獣のカードと共にマガオロチを解き放つ際に使用。 - 最初はオーブリングでのリードを拒否していたが、マガオロチの攻撃で玉響姫が消滅する光景を見たガイの激昂に呼応するかのように、リードが可能となった。 |
| ウルトラマンギンガ                     | 光   | 青              | ガイとジェッタの間に生まれた絆に呼応したギンガが生み出したカード。                                                 | - |
| ウルトラマンビクトリー                 | 土   | 黄              | ガイとシンの間に生まれた絆に呼応したビクトリーが生み出したカード。                                                 | - |
| ゾフィー                               | 勲   | 黄              | マガオロチの封印に使われていたカードを、玉響姫が譲渡。                                                             | - |
| ウルトラセブン                         | 斬   | 水色            | シャイニングフィールドでの特訓を乗り越えたオーブにセブンが直接授けた。                                             | |
| ウルトラマンオーブ（オーブオリジン）   | 光   | 青・赤[注釈 30] | オーブが本来の自分を取り戻した時に、夢の中でナオミから渡されていた無地のカードがオーブオリジンのカードに変化した。 | オーブリングにリードすることでオーブカリバーを召喚する。 |
| ウルトラマンダイナ（フラッシュタイプ） | 光   | 青              | - | ミニコーナー「ガイのウルトラヒーロー大研究」にのみ登場。 |
| ウルトラマンコスモス（ルナモード）     | 癒   | 水色            | - | ミニコーナー「ガイのウルトラヒーロー大研究」にのみ登場。 |
| ウルトラマンマックス                   | 速   | 青              | - | ミニコーナー「ガイのウルトラヒーロー大研究」にのみ登場。 |
| ウルトラマンガイア（V2）               | 土   | 黄              | - | ミニコーナー「ガイのウルトラヒーロー大研究」にのみ登場。 |
| ウルトラマンアグル                     | 水   | 水色            | - | ミニコーナー「ガイのウルトラヒーロー大研究」にのみ登場。 |
| ウルトラマンエース                     | 斬   | 水色            | - | ミニコーナー「ガイのウルトラヒーロー大研究」にのみ登場。 |
| ウルトラマンヒカリ                     | 勲   | 黄              | - | ミニコーナー「ガイのウルトラヒーロー大研究」にのみ登場。 |
| ウルトラマンティガ（スカイタイプ）     | 速   | 青              | - | ミニコーナー「ガイのウルトラヒーロー大研究」にのみ登場。 |
| ウルトラマンレオ                       | 拳   | 赤              | - | ミニコーナー「ガイのウルトラヒーロー大研究」にのみ登場。 |
怪獣カード
ジャグラーや惑星侵略連合が所持する怪獣の怨念と戦闘力を宿したカード。ジャグラーもガイと同様、倒された魔王獣をダークリングに通すことで、怪獣カードとして入手しているかのような描写がある。ただし、一度怪獣カードから実体化させた怪獣が倒されても、カードに戻る描写は見られない。
劇中に登場したカードは以下の通り。
| 名称                               | 属性 | 説明                                                                                            |
| ---------------------------------- | ---- | ----------------------------------------------------------------------------------------------- |
| マガバッサー                       | 風   | マガバッサーがオーブに倒された際に入手。                                                        |
| テレスドン                         | 土   | マガグランドキングの復活に使用。                                                                |
| アントラー                         | 土   | マガグランドキングの復活に使用。                                                                |
| ゴモラ                             | 土   | マガグランドキングの復活に使用。                                                                |
| ゴルザ                             | 土   | マガグランドキングの復活に使用。                                                                |
| マガグランドキング                 | 土   | マガグランドキングがオーブに倒された際に入手。                                                  |
| マガジャッパ                       | 水   | マガジャッパがオーブに倒された際に入手。                                                        |
| マガパンドン                       | 火   | マガパンドンがオーブに倒された際に入手。                                                        |
| マガゼットン                       | 光   | マガパンドンがオーブに倒された際には既に入手済み。                                              |
| マガタノゾーア                     | 闇   | マガパンドンがオーブに倒された際には既に入手済み。                                              |
| リトラ                             | 風   | - ナックル星人ナグスがカードゲームにて使用。 - 「風属性のフォーカード」という手役になるという。 |
| メルバ                             | 風   | - ナックル星人ナグスがカードゲームにて使用。 - 「風属性のフォーカード」という手役になるという。 |
| シルバーブルーメ                   | 風   | - ナックル星人ナグスがカードゲームにて使用。 - 「風属性のフォーカード」という手役になるという。 |
| ノーバ                             | 風   | - ナックル星人ナグスがカードゲームにて使用。 - 「風属性のフォーカード」という手役になるという。 |
| レッドキング                       | 土   | - ジャグラーがカードゲームにて使用。 - 「キングのファイブカード」という手役になるという。       |
| エレキング                         | 水   | - ジャグラーがカードゲームにて使用。 - 「キングのファイブカード」という手役になるという。       |
| キングゲスラ                       | 水   | - ジャグラーがカードゲームにて使用。 - 「キングのファイブカード」という手役になるという。       |
| キングオブモンス                   | 闇   | - ジャグラーがカードゲームにて使用。 - 「キングのファイブカード」という手役になるという。       |
| キングジョー                       | 風   | - ジャグラーがカードゲームにて使用。 - 「キングのファイブカード」という手役になるという。       |
| アリブンタ                         | 土   | ダークリングでリードするとアリブンタを実体化させる。                                            |
| メフィラス星人                     | 闇   | ミニコーナー「ガイのウルトラヒーロー大研究」にのみ登場。                                        |
| ホー                               | 闇   | ミニコーナー「ガイのウルトラヒーロー大研究」にのみ登場。                                        |
| グビラ                             | 水   | ミニコーナー「ガイのウルトラヒーロー大研究」にのみ登場。                                        |
| ケルビム                           | 火   | ダークリングでリードするとケルビムを実体化させる。                                              |
| エンマーゴ                         | 闇   | - ジャグラーがカード占いにて使用。 - 「突然の死」を暗示する。                                   |
| ベムスター                         | 風   | ジャグラーがナグスの銃撃から身を守るのに使用。                                                  |
| ブラックキング                     | 火   | ダークリングでリードするとブラックキングを実体化させる。                                        |
| ジャグラス ジャグラー              | 闇   | ミニコーナー「ガイのウルトラヒーロー大研究」にのみ登場。                                        |
| マガオロチ                         | 全   | ミニコーナー「ガイのウルトラヒーロー大研究」にのみ登場。                                        |
| ギャラクトロン                     | 風   | ミニコーナー「ガイのウルトラヒーロー大研究」にのみ登場。                                        |
| ゼットン                           | 光   | ゼッパンドンへの超合体に使用。                                                                  |
| パンドン                           | 火   | ゼッパンドンへの超合体に使用。                                                                  |
| ゼッパンドン                       | 火   | ミニコーナー「ガイのウルトラヒーロー大研究」にのみ登場。                                        |
| ベムラー（強化）                   | 風   | ミニコーナー「ガイのウルトラヒーロー大研究」にのみ登場。                                        |
| 戀鬼（紅蓮騎）                     | 闇   | ミニコーナー「ガイのウルトラヒーロー大研究」にのみ登場。                                        |
| メトロン星人（ラウンドランチャー） | 風   | ミニコーナー「ガイのウルトラヒーロー大研究」にのみ登場。                                        |
| ハイパーゼットン デスサイス        | 光   | ミニコーナー「ガイのウルトラヒーロー大研究」にのみ登場。                                        |
| ブルトン                           | 光   | ムルナウが洋館のセキュリティを保持するために使用している。                                      |
| テンペラー星人バチスタ             | 風   | ダークリングでリードするとバチスタを実体化させる。                                              |
| ヒッポリト星人カリスト             | 闇   | ダークリングでリードするとカリストを実体化させる。                                              |
| ガッツ星人ドッペル                 | 風   | ダークリングでリードするとドッペルを実体化させる。                                              |
ダークリング
ジャグラーが持つ謎のアイテム。曰く「宇宙一邪な心を持つ者の下を巡り、その力を増幅させる」という。形状はオーブリングと酷似しているが色は黒で、リング部分が赤く発光している。また、発声する音声も禍々しいものになっている。怪獣カードをリードすることで、怪獣を実体化させる力を持つ。マガグランドキングを復活させる際には、地底怪獣の怪獣カードをリードして地表へ照射することで力を与えていた。また、ゼッパンドンに超合体する際には、ゼットンとパンドンのカードをオーブリングのフュージョンアップと同じ要領でリードしていた。
ゼッパンドンがオーブオリジンに敗北した後に消滅したが、その後は劇場版にてムルナウの手に渡っていた。そしてムルナウから取り返したジャグラーが再びゼッパンドンに超合体した。
- デザインはバンダイの担当で、オーブリングのカラーバリエーションとなっている。

オーブニカ
ガイが常に吹き鳴らしているハーモニカのような楽器。『THE ORIGIN SAGA』の時点ですでに所持しており、ガイは「大切なもの」と呼んで大事にしている。
ガイがオーブニカを吹き鳴らす際には、決まってどこか物悲しい印象を受ける独特のメロディを奏でているが、ナオミは「どこかで聞いたことがある」と話しており、実際に第5話と第8話ではこのメロディを口ずさんでいるほか、母の圭子も第12話で何気なく聞いた際に聞き覚えがあるような反応を示していた。このメロディは、音楽の好きなラゴンの体調を改善させるなど、心の清らかな者には何かしらプラスの方向に進む効力を持っているらしいが、ジャグラスジャグラーやナックル星人ナグスのような邪悪な者には聴くだけで頭痛が起きるほどの拒絶反応をもたらすらしく、偏頭痛持ちのジャグラーはガイに対して「相変わらず酷いメロディだ」と吐き捨てている。
オーブオリジンの変身メロディにも、同じメロディが使われている。
- 田口・中野による「エピソード10構想」によれば、オーブニカの吹き方を教えたのはO-50の住人であったマシュー爺さんだという。
- 石黒はガイの生まれ故郷の牧歌的な星で、オーブニカのメロディを焚き火を囲んで歌っているものであったが、ジャグラーたちによって星が壊滅状態になり、ガイと数名だけが生き残ったため、生き残りを探すため宇宙を旅しながらオーブニカのメロディを吹いているという設定だったという。

太平風土記（）
かつて日本に現れ、歴代ウルトラ戦士たちによって封印された魔王獣たちや戀鬼（紅蓮騎）、カマイタドンなど幾多の怪現象やそれに纏わる怪獣たちの存在が記された歴史書。
ネット上にはその内容の断片がアップロードされており、SSPが魔王獣を取材する際の情報源として利用している。
原本にはマガタノオロチの存在も記述されているため、原本を所持していた岸根教授は「この世を恐怖と混乱に陥れる禁断の書」として、然るべき時が訪れるまで公開しないよう言い遺していた。
第24話にてSSPを見込んだ岸根教授の遺志によって、妻の秋恵からSSPの面々に原本が託された。
実際には過去の予知能力者が記した予言の書であり、マガタノオロチの誕生とその弱点も予言として記されていたことがシンによって推測されている。
- 『太平風土記』は脚本家の小林雄次が自作で多用している名称で、前作『ウルトラマンX』にも同様の歴史書『日本太平風土記』が登場しているほか、中野貴雄も映画『大怪獣モノ』で登場させている。

地名
北川町
SSPがオフィスを構える町。『ウルトラセブン』『ウルトラマンマックス』『ウルトラゾーン』にも同名の町が登場する。
鶴の湯
北川町にある銭湯。ガイやSSPのメンバーが好んで入っている。
- 撮影が大変であることから、田口清隆が監督した回にのみしか登場していない。

入らずの森
マガオロチと玉響姫、惑星侵略連合が拠点を構えていた心霊スポット。近年では再開発の計画も浮上していたが、玉響姫を巡る騒動により地下に古墳が眠っていることが判明したため、渋川は計画が白紙になるであろうと考えている。
- 石川県・気多大社に同名の森が実在するが、脚本担当の中野貴雄がモデルにしたのは千葉県市川市にある通称「八幡の藪知らず」である。

つばさぞう公園
オーブとホーが戦いを繰り広げた公園。翼の生えた象のモニュメントが目印。
ルサールカ
ガイとナターシャの出会いやオーブとマガゼットンの戦いがあった、北欧のツンドラ森林地帯。1908年には後者の余波によってルサールカ大爆発と後に呼ばれることになる大爆発が起きており、人間には現代でも原因不明のミステリーとして認知されている。圭子によると、彼女の曾祖母・ナターシャの故郷でもある。
- ルサールカ大爆発は、1908年に起きたツングースカ大爆発をモデルとしている。

神尾公園
SSPのオフィスと同じ東多摩市に存在する公園。「断魔樹」と呼ばれる樹齢千年の御神木が存在し、パワースポットとして親しまれている。マガオロチがこの地点を休眠する場所に選び、後にマガタノオロチとなる命を地底に送り込んだ。

## キャスト

### レギュラー・準レギュラー
- クレナイ ガイ - 石黒英雄
- 夢野ナオミ - 松浦雅
- 早見ジェッタ - 髙橋直人
- 松戸シン - ねりお弘晃
- ジャグラス ジャグラー - 青柳尊哉[注釈 36]
- ナターシャ[注釈 37] - ブラダ（1,7,10 - 13,15,16）[注釈 38]
- 渋川一徹 - 柳沢慎吾

### ゲスト
- クール便の運転手 - 荒井義久（トチギフ / 1）
- 母親 - 大浦理美恵（1）
- 子供 - 西岡玲（1）
- 公園の親子[注釈 39] - 星野カオリ、星野雄梨（1）
- ニュースキャスター[注釈 40] - 西島まどか（2,24）
- 警備員 - 宮沢大地（2）
- 男の子 - 田中誠人（2）
- 銭湯の店主 - 諏訪太朗（3）[注釈 41]
- 男の子たち - 金山仁、日置優羽、福永里恩（3）
- アイスのワゴン販売員 - 小路さとし（4）
- 真渡子 - 池田萌子（5）
- 道路工事の作業監督 - 川野弘毅（5）
- 少女 - 平澤宏々路（5,13）[注釈 42]
- タマユラ姫 - モーガン茉愛羅（6,11,12,13,15）[注釈 43]
- ダイキ - 西口青翔（6）
- ケンジ - 高村佳偉人（6）
- 中学生 - 堀川恭司（6）
- 部下A - 桑原義樹（6）
- 部下B - 稲庭渉（6）
- 霧島ハルカ - 宇野愛海（7,13,17,23）[注釈 44]
- 戸松源三郎 - 阿南健治（8,13）[注釈 45]
- 主婦 - 松本海希（8）
- 通行人A - 眞田惠津子（8）
- 通行人B - 半井きよみ（8）
- 馬場竜次 - 中村龍介（9,13,22[注釈 46]）
- ジェッタの父（回想） - 山﨑勝之（9）
- マサト - 松本漣（9,13）[注釈 47]
- シンジ -守永伊吹（9,13）[注釈 48]
- 少年時代のジェッタ（回想） - 萩原淳貴（9）
- 公園の子供たち - 斎藤龍音、小笠原楓真、安田怜央、長嶋琉季、大木彩加、久保田咲空、武井恋友姫、福島星蘭（以上9）、池澤巧貢、山田刃、島田陽仁、梶山峯功、鳴澤龍司（以上23）
- 夢野圭子 - 田中美奈子（11,12,13,16）[注釈 49]
- ウェイター - 園山敬介（11）
- 玉響姫に群がる野次馬 - 内田裕基（11[注釈 50][132]）
- ビートル隊員[注釈 51] - 那須佳瑛（12,24）
- 小舟惣一 - 木之元亮（14,15）
- 芝尾 - 袴田裕幸（14,15）
- 田丸 - キャッチャー中澤（14）
- 医師 - 髙橋創（15[注釈 50]）
- レポーター[注釈 52] - 山中秀樹（16,24）
- 渋川テツコ - 荒川ちか（18）
- タカヒロ - 井上拓哉（18）
- メイド - 浅石莉奈（18）
- 女子大生 - 稲葉楓（18）
- 主婦 - 高田和加子（18）
- キャバ嬢風の女性 - 谷本麻衣（18）
- 陽子 - 柳生みゆ（19）
- 朗 - 宇賀神亮介（19）
- 舞衣 - 疋田英美（19）
- 文華 - 星野梨華（19）
- カップルの女 - あぢゃ（19）
- カップルの男 - 今井英二（19）
- 岩木渉 - 志賀廣太郎（21）
- 岩木薫 - 服部妙子（21）
- マーヤ - 奥田佳弥子（21）
- 動画の女性 - 味岡ちえり（21）
- ブラック店長 - 赤星昇一郎（22）
- みゆき - 秋定里穂（22）
- 津留田隊員 - 西野大作（22,24）
- 退職したサラリーマン - 市野龍一（22[133][30],24[134]）[注釈 50]
- 菅沼龍太郎 - 佐野史郎（24,25）
- 岸根秋恵 - 原知佐子（24）
- 長嶺 - 伊藤正之（24,25）
- 阪井 - 中野剛（24,25）
- 阿部隊員 - 三濃川陽介（24,25）
- 田口隊員 - 高橋麻琴（24,25）
- 避難民 - 針生良平、中村慧（24）
- はぐれた女の子 - 木村桃花（24）
- 岸根教授 - 田口正久[注釈 53]（写真出演、24）

### 声の出演
- オーブリング音声 - 櫻井孝宏[136][注釈 50]
- TVニュース、ナビ音声 - 西島まどか（1）
- 大家さん - 石原瞳（1）
- アナウンサー - 加藤美由紀（4）
- 本部からの声 - 金子はりい（4）
- パイロット - 村上ヨウ（4）
- 変身怪人ゼットン星人マドック - 松本健太（5,21）
- 悪質宇宙人メフィラス星人ノストラ - 安元洋貴（6,9,10）
- 幻覚宇宙人メトロン星人タルデ、幻覚宇宙人メトロン星人タルデ（ラウンドランチャー） - 外島孝一（6,9,13,20）
- 暗殺宇宙人ナックル星人ナグス - 岸哲生（6,9,10）
- ラジオアナウンサー - 丸山純路（8）
- ラジオ - 大谷美紀（9）
- ビートル隊員 - 村上ヨウ（15）
- ビートル隊無線、基地アナウンス - 矢嶋友和（17）
- 暗黒星人シャプレー星人カタロヒ - 山本祥太 （18）
- 変身怪人ピット星人ミュー - 秋定里穂（22）

### アクション
- ウルトラマンオーブ（オーブオリジン・スペシウムゼペリオン・バーンマイト）、ニセウルトラマンオーブ[要出典] - 岩田栄慶
- ウルトラマンオーブ（ハリケーンスラッシュ）、悪質宇宙人メフィラス星人ノストラ、ラゴン、ニセウルトラマンオーブ[要出典]、ウルトラマンゼロ[137] - 石川真之介
- ウルトラマンオーブ（サンダーブレスター）、暗黒星人ババルウ星人ババリュー、暗黒星人シャプレー星人カタロヒ、怨霊鬼 戀鬼（紅蓮騎）、ウルトラマンベリアル[137] - 寺井大介
- 無幻魔人ジャグラス ジャグラー（魔人態）、風ノ魔王獣マガバッサー、宇宙恐竜ハイパーゼットンデスサイス、シビルジャッジメンター ギャラクトロン、宇宙恐竜ハイパーゼットンデスサイス（リザーバー）、ウルトラマンティガ、ウルトラマンジャック[要出典] - 岡部暁
- 光ノ魔王獣マガゼットン、土ノ魔王獣マガグランドキング、水ノ魔王獣マガジャッパ、幻覚宇宙人メトロン星人タルデ、深海怪獣グビラ、合体魔王獣ゼッパンドン、幻覚宇宙人メトロン星人タルデ（ラウンドランチャー）、円盤生物ノーバ、デマーガ[要出典] - 新井宏幸
- 火ノ魔王獣マガパンドン、大蟻超獣アリブンタ、硫酸怪獣ホー、テレスドン[要出典]、宇宙凶険怪獣ケルビム、用心棒怪獣ブラックキング、宇宙怪獣ベムラー（強化） - 横尾和則
- 変身怪人ゼットン星人マドック - 矢﨑大貴
- 暗殺宇宙人ナックル星人ナグス - 力丸佳大
- 海底原人ラゴン（Jr） - 丸田聡美
- 大魔王獣マガオロチ、超大魔王獣マガタノオロチ - 桑原義樹
- 変身怪人ピット星人ミュー - 秋定里穂
- ゴメス（S）[要出典]、ゾフィー[137] - 稲庭渉
- ウルトラマンタロウ、ウルトラマンメビウス[要出典] - 大村将弘
- 梶川賢司
- 永地悠斗
- 郡大輝
- 安達仁美

## スタッフ
主な制作スタッフは『X』から続投している。『ガイア』や『コスモス』に参加した市野龍一が久々のウルトラ作品に参加となるほか、『コスモス』から『メビウス』および『X』で助監督を務めた武居正能が監督として初参加した。
- 監修 - 大岡新一
- 企画 - 猪狩友宏、押田裕一、今井陽介、桃井信彦
- チーフプロデューサー - 北浦嗣巳
- プロデューサー - 鶴田幸伸、吉野文（テレビ東京）、竹葉理沙
- 音楽プロデューサー - 鈴木俊太郎（rooM78）
- 音楽 作・編曲 - 小西貴雄
- ラインプロデューサー - 菊池英次
- シリーズ協力 - 岡崎聖
- 企画協力 - 谷岡拡、嵯峨隼人
- 企画監修 - 渋谷浩康
- 音楽協力 - テレビ東京ミュージック
- 番組宣伝 - 神林真由美（テレビ東京）、波多野友梨（テレビ東京）、徳田良平
- シリーズ構成 - 中野貴雄、小林雄次
- 脚本 - 中野貴雄、小林雄次、林壮太郎、三好昭央、小林弘利、黒沢久子、足木淳一郎、三浦有為子、瀬戸大希、内田裕基、柳井祥緒、勝冶京子、幸修司
- 監督 - 田口清隆、アベユーイチ、市野龍一、冨田卓、武居正能
- 撮影監督 - 髙橋創
- 照明 - 武山弘道
- 美術 - 木場太郎
- 録音 - 星一郎、藤丸和徳
- 操演 - 根岸泉
- スクリプター - 山内薫、内田智美、今野七香、増田実子
- 編集 - 矢船陽介、森津永
- キャスティング - 空閑由美子、島田和正
- 制作担当 - 蜂谷元浩
- 監督補 - 武居正能
- 助監督・「太平風土記」作画 - 越知靖
- 特撮助監督 - 内田直之
- アクションコーディネイト - 岡野弘之、力丸佳大
- 視覚効果 - 三輪智章
- VFXコーディネーター - 豊直康
- 特殊造形 - 潤淵隆文、品田冬樹、福井康之、開米敏夫、田原俊、杉本末男、横内浩樹、西田拓、福岡寛
- キャラクターデザイン - 後藤正行
- マガバッサーデザイン - 楠健吾、野中剛
- 背景 - 島倉二千六
- 装飾 - 小林美智子
- 持ち道具 - 熊切佑美
- 衣装 - 江森明日佳、澤井史野、藤山晃子
- ヘアー・メイク - 梶清恵
- 画コンテ - なかの★陽、市川智茂、林谷和樹、西川伸司、酒井豊
- 古文書監修 - 中村正明
- 古文書制作協力 - 渡部潤一
- キャラクターメンテナンス - 宮川秀男、花谷充泰
- タイトルロゴデザイン - 竹内純
- サブタイトル・影絵デザイン - 井野元大輔
- 造形 - 山部拓也、小林靖博、山長和徳、亀田義郎
- 音響効果 - 古谷友二
- スチール - 橋本賢司
- メイキング - 島崎淳
- アシスタントプロデューサー - 岡本有将、村山和之、手島光一
- 光学作画 - 飯塚定雄
- VFX・CG - 日本映像クリエイティブ、アンダーグラフ、キュー・テック、TSUBAKI、MAGNUS-AGRI
- ミニチュア - マーブリング・ファインアーツ
- 特機 - 宗特機
- 技術協力 - IMAGICA
- 美術協力 - アートフォー
- 衣装協力 - JAP工房
- 特撮スタジオ - 日活調布撮影所
- ロケ協力 - 調布市産業振興課、たまロケーションサービス、明星大学、メルパルク東京、東京タワー
- 連載協力 - 小学館、講談社
- ウルトラマンオーブ製作委員会
- 製作 - 円谷プロダクション、テレビ東京、電通

## 音楽
主題歌「オーブの祈り」（1番：第1話 - 第13話・最終話 / 2番：第14話 - 第24話）
作詞・作曲 - 高見沢俊彦 / 編曲 - 高見沢俊彦 with 本田優一郎 / アーティスト - 水木一郎 with ボイジャー
最終話ではエンディングテーマとして使用。
第4話・第9話では挿入歌として使用。
エンディングテーマ「Shine your ORB」（1番：第1話 - 第13話 / 2番：第14話 - 第24話）
作詞 - TAKERU、瀬下千晶 / 作・編曲 - 小西貴雄 / アーティスト - ボイジャー feat.クレナイガイ & SSP

## プロモーション
本作品では、『ギンガS』や『X』で行われていた日産自動車とのプロモーションは行われていない。
2017年3月16日には、ウルトラシリーズオフィシャルショップ「ウルトラマンワールドM78 大阪店」の名誉店長にオーブが就任し、同年3月18日にはウルトラマンキングによる任命式が開催された。

## 特徴
本作品のヒーローウルトラマンオーブは、歴代ウルトラマン2人の力を宿した形態への変身（フュージョンアップ）を行うことが最大の特徴である。企画当初は単に2人のウルトラマンが合体するだけであったが、作品の独自性を出すために素体となる存在（オーブオリジン）が設定され、物語も「本来の自分を取り戻す」というテーマが据えられた。
『X』では主人公とウルトラマンのバディ関係を強調していたため、その差別化として本作品ではウルトラマンが人間に変身しているという設定となった。この設定は変身プロセスが複雑化しているため、主人公周辺をシンプルにする意図もある。
『ギンガS』や『X』では主人公が防衛チームに所属していたが、本作品では所属しておらず、風来坊として設定されている。シリーズ構成の中野は、『ウルトラセブン』の主人公モロボシ・ダンをはじめ、木枯し紋次郎やマカロニ・ウエスタン、クリント・イーストウッドや日活映画の無国籍路線など自身が子供のころのヒーローは流れ者であったことを意識し、「21世紀のこの世の中に『天下御免の風来坊』放浪のヒーローを復活させよう」という意向で本作品では主人公のクレナイ ガイのキャラクターを設定したと語っており、個人的なキャラクターのイメージソングに上条恒彦の「誰かが風の中で」を挙げている。また、企画会議では映画『ギターを持った渡り鳥』の小林旭をイメージソースとして挙げていた。メイン監督の田口は、ガイのコンセプトについて「ダンがウルトラ警備隊にスカウトされず風来坊を続けていたら」という発想であると述べている。ライバルキャラクターであるジャグラスジャグラーも、「風来坊には好敵手がつきもの」という中野の意見により、当初の設定案であった探偵に対する二十面相のような怪人物調のライバルとして設定された。
その他の主要人物も、防衛チームではなく私設の調査チームの所属と設定されている。当初、防衛チームは登場させない予定であったが、怪奇現象追跡サイトや、田口の要望により主体的には描写せず防衛チームの存在する世界観となった。レギュラーとして登場するビートル隊隊員の渋川一徹については、『ウルトラマン』での科学特捜隊のようなエリートではなく、市井に寄り添う「おまわりさん隊員」と位置づけられている。
ストーリーはガイの内面描写を中心に据えており、1話完結性よりもシリーズの縦軸に重点が置かれている。また、田口の意向によってメインの縦軸の回と遊びの回を分けることをせず、『X』での成功や反省を含めてのアイデアとして基本的に遊ぶことを主張して、1話の中にシリアスと冗談を両方交えている。
特撮は、『X』では怪獣の描写を重視したためにウルトラマンがおざなりになったという反省から、本作品ではウルトラマンの格好良さを描くことを意識している。怪獣は最初から中ボス級を出そうという想定で「魔王獣」が設定され、子供たちへのわかりやすさを意図して属性が明確化されている。マガバッサーなどのデザインは、田口が参加した『MM9』で怪獣デザインを務めた楠健吾が担当した。
上記のほか、歴代ウルトラシリーズのサブタイトルが毎話登場人物のセリフに隠されているという仕掛けがあり、それを当てる企画「サブタイを探せ！」が公式サイトやTwitterにて行われた。
田口は本作品について「エピソード10構想」を中野と練っていたことを、劇場版の舞台挨拶にて明かしている。それによると、テレビシリーズはエピソード6、劇場版はエピソード7、そして『THE ORIGIN SAGA』はエピソード1に相当するとのこと。また、企画初期の案では明智小五郎をウルトラマンに置き換えた少年探偵団ものが構想されていたが、探偵を扱った特撮作品がすでに存在していたことからその代替案として現在の内容に変更されたという旨を、イベント「TAMASHII NATIONS 10th WORLD TOUR "OSAKA"」の壇上にて明かしている。

## 放送日程
- 惑星侵略連合メンバーについては、その回のメイン格として活躍したメンバーのみ記載する。また総集編である第13話については、新撮部分に登場したタルデのみ記載とする。
- サブタイトルは、オープニング終了後[注釈 55]に鳴き声とともにメインとなる怪獣[注釈 56]の影絵と共に映し出される。太字で記載された怪獣はこのサブタイトルで影絵となった怪獣である。
- 本編終了後には、ウルトラフュージョンカードや怪獣の解説ミニコーナー「ガイのウルトラヒーロー大研究」が放送される[注釈 57]。
- 第1話放送の前週には、放送各局で『ウルトラマンオーブ 直前スペシャル』が放送された。

| 放送回 | 放送日   | サブタイトル                      | 登場怪獣・宇宙人                                                                        | ヒーロー大研究 紹介キャラクター                                    | サブタイを探せ!                                     | 脚本       | 監督         |
| ------ | -------- | --------------------------------- | --------------------------------------------------------------------------------------- | ------------------------------------------------------------------ | --------------------------------------------------- | ---------- | ------------ |
| 特番   | 7月02日  | ウルトラマンオーブ 直前スペシャル | 第1 - 5話の登場怪獣                                                                     | -                                                                  | -                                                   | 足木淳一郎 | 村上裕介     |
| 1      | 7月09日  | 夕陽の風来坊                      | - マガゼットン - マガバッサー                                                           | - ウルトラマンメビウス - マガバッサー                              | 『ウルトラQ』第12話 「鳥を見た」                    | 中野貴雄   | 田口清隆     |
| 2      | 7月16日  | 土塊の魔王                        | マガグランドキング                                                                      | - ウルトラマンタロウ - マガグランドキング                          | 『ウルトラマンマックス』第21話 「地底からの挑戦」   | 小林雄次   | 田口清隆     |
| 3      | 7月23日  | 怪獣水域                          | マガジャッパ                                                                            | - ウルトラマンジャック - マガジャッパ                              | 『ウルトラセブン』第3話 「湖のひみつ」              | 林壮太郎   | 田口清隆     |
| 4      | 7月30日  | 真夏の空に火の用心                | マガパンドン                                                                            | - ウルトラマンゼロ - マガパンドン                                  | 『ウルトラマンガイア』第28話 「熱波襲来」           | 三好昭央   | アベユーイチ |
| 5      | 8月06日  | 逃げない心                        | - ゼットン星人マドック - ハイパーゼットン デスサイス                                    | - ウルトラマンエックス - ゴモラ                                    | 『ウルトラマン』第31話 「来たのは誰だ」             | 小林弘利   | アベユーイチ |
| 6      | 8月13日  | 入らずの森                        | - ナックル星人ナグス - アリブンタ                                                       | - ウルトラマンギンガ - メフィラス星人                              | 『セブン』第6話 「ダーク・ゾーン」                  | 中野貴雄   | アベユーイチ |
| 7      | 8月20日  | 霧の中の明日                      | ホー                                                                                    | - ウルトラマンビクトリー - ホー                                    | 『セブン』第23話 「明日を捜せ」                     | 小林雄次   | 市野龍一     |
| 8      | 8月27日  | 都会の半魚人                      | - ラゴン - ラゴン（Jr） - グビラ                                                        | - ウルトラマンダイナ - グビラ                                      | 『ウルトラマン』第6話 「沿岸警備命令」              | 小林弘利   | 市野龍一     |
| 9      | 9月03日  | ニセモノのブルース                | - ババルウ星人ババリュー - ニセウルトラマンオーブ - テレスドン - ケルビム               | - ウルトラマンコスモス - ケルビム                                  | 『Q』第21話 「宇宙指令M774」                        | 中野貴雄   | 冨田卓       |
| 10     | 9月10日  | ジャグラー死す!                   | - メフィラス星人ノストラ - ナックル星人ナグス - ブラックキング - ジャグラス ジャグラー  | - ウルトラマンマックス - ジャグラス ジャグラー                     | 『帰ってきたウルトラマン』第1話 「怪獣総進撃」      | 小林雄次   | 冨田卓       |
| 11     | 9月17日  | 大変!ママが来た!                  | マガオロチ                                                                              | - ゾフィー - マガオロチ                                            | 『ウルトラマン』第19話 「悪魔はふたたび」           | 黒沢久子   | 田口清隆     |
| 12     | 9月24日  | 黒き王の祝福                      | マガオロチ                                                                              | - ウルトラマンベリアル - ブラックキング                            | 『ウルトラマン』第8話 「怪獣無法地帯」              | 黒沢久子   | 田口清隆     |
| 13     | 10月01日 | 心の大掃除                        | メトロン星人タルデ                                                                      | -                                                                  | 『ザ☆ウルトラマン』第1話 「新しいヒーローの誕生!!」 | 足木淳一郎 | 武居正能     |
| 14     | 10月08日 | 暴走する正義                      | ギャラクトロン                                                                          | - ウルトラセブン - マガゼットン                                    | 『ウルトラマン』第34話 「空の贈り物」               | 林壮太郎   | アベユーイチ |
| 15     | 10月15日 | ネバー・セイ・ネバー              | ギャラクトロン                                                                          | - ウルトラマンティガ - ギャラクトロン                              | 『ウルトラマンG』第13話 「永遠なる勇者」            | 小林弘利   | アベユーイチ |
| 16     | 10月22日 | 忘れられない場所                  | ゼッパンドン                                                                            | - ウルトラマンガイア - 魔王獣                                      | 『セブン』第47話 「あなたはだぁれ？」               | 三浦有為子 | 市野龍一     |
| 17     | 10月29日 | 復活の聖剣                        | ゼッパンドン                                                                            | - ウルトラマンオーブ（オーブオリジン） - ゼッパンドン              | 『ウルトラマン』第39話 「さらばウルトラマン」       | 小林雄次   | 市野龍一     |
| 18     | 11月05日 | ハードボイルドリバー              | - ゼラン星人 - シャプレー星人カタロヒ - ベムラー（強化）                                | - ウルトラマンアグル - ベムラー（強化）                            | 『セブン』第22話 「人間牧場」                       | 瀬戸大希   | 武居正能     |
| 19     | 11月12日 | 私の中の鬼                        | 戀鬼（紅蓮騎）                                                                          | - ウルトラマンエース - 戀鬼（紅蓮騎）                              | 『帰マン』第50話 「地獄からの誘い」                 | 三浦有為子 | 武居正能     |
| 20     | 11月19日 | 復讐の引き金                      | メトロン星人タルデ（ラウンドランチャー）                                                | - ウルトラマンヒカリ - メトロン星人（ラウンドランチャー）          | 『セブン』第45話 「円盤が来た」                     | 内田裕基   | 冨田卓       |
| 21     | 11月26日 | 青いリボンの少女                  | - マーヤ（ゼットン星人マドック） - ハイパーゼットン デスサイス（リザーバー）            | - ウルトラマンティガ（スカイタイプ） - ハイパーゼットン デスサイス | 『ウルトラマンレオ』第45話 「まぼろしの少女」       | 柳井祥緒   | 冨田卓       |
| 22     | 12月03日 | 地図にないカフェ                  | - ブラック店長 - ピット星人ミュー - 円盤生物 ノーバ -                                   | - ウルトラマンレオ - ゼットン                                      | 『帰マン』第44話 「星空に愛をこめて」               | 勝冶京子   | 市野龍一     |
| 23     | 12月10日 | 闇の刃                            | ジャグラス ジャグラー                                                                   | - ウルトラマン - ジャグラス ジャグラー                             | 『帰マン』第27話 「この一発で地獄へ行け！」         | 幸修司     | 市野龍一     |
| 24     | 12月17日 | 逆襲の超大魔王獣                  | - デマーガ - ゴメス（S） - テレスドン - グビラ - ラゴン - ラゴン（Jr） - マガタノオロチ | -                                                                  | 『セブン』第38話 「勇気ある戦い」                   | 小林雄次   | 田口清隆     |
| 25     | 12月24日 | さすらいの太陽                    | - マガタノオロチ - ジャグラス ジャグラー                                                | -                                                                  | 『Q』第28話 「あけてくれ！」                        | 中野貴雄   | 田口清隆     |

## 放送局
字幕放送は、テレビ東京系列のみ実施。
| 放送対象地域   | 放送局                          | 放送期間                      | 放送日時           | 系列                  | ネット状況 | 備考        |
| -------------- | ------------------------------- | ----------------------------- | ------------------ | --------------------- | ---------- | ----------- |
| 関東広域圏     | テレビ東京                      | 2016年7月9日 - 12月24日       | 土曜 9:00 - 9:30   | テレビ東京系列        | 同時ネット | 制作局      |
| 大阪府         | テレビ大阪                      | 2016年7月9日 - 12月24日       | 土曜 9:00 - 9:30   | テレビ東京系列        | 同時ネット |             |
| 愛知県         | テレビ愛知                      | 2016年7月9日 - 12月24日       | 土曜 9:00 - 9:30   | テレビ東京系列        | 同時ネット |             |
| 北海道         | テレビ北海道                    | 2016年7月9日 - 12月24日       | 土曜 9:00 - 9:30   | テレビ東京系列        | 同時ネット |             |
| 岡山県・香川県 | テレビせとうち                  | 2016年7月9日 - 12月24日       | 土曜 9:00 - 9:30   | テレビ東京系列        | 同時ネット |             |
| 福岡県         | TVQ九州放送                     | 2016年7月9日 - 12月24日       | 土曜 9:00 - 9:30   | テレビ東京系列        | 同時ネット |             |
| 静岡県         | 静岡第一テレビ                  | 2016年7月24日 - 2017年2月5日  | 日曜 5:30 - 6:00   | 日本テレビ系列        | 遅れネット |             |
| 福島県         | テレビユー福島                  | 2016年7月24日 - 2017年1月22日 | 日曜 6:15 - 6:45   | TBS系列               | 遅れネット |             |
| 宮崎県         | 宮崎放送                        | 2016年7月29日 - 2017年1月19日 | 金曜 4:25 - 4:55   | TBS系列               | 遅れネット |             |
| 広島県         | 広島ホームテレビ                | 2016年8月7日 - 2017年1月22日  | 日曜 5:20 - 5:50   | テレビ朝日系列        | 遅れネット |             |
| 宮城県         | 東北放送                        | 2016年8月13日 - 2017年1月28日 | 土曜 5:30 - 6:00   | TBS系列               | 遅れネット | [ 注釈 59 ] |
| 石川県         | 石川テレビ                      | 2016年8月14日 - 2017年2月5日  | 日曜 6:30 - 7:00   | フジテレビ系列        | 遅れネット |             |
| 日本全域       | BSジャパン                      | 2016年7月19日 - 2017年1月10日 | 火曜 17:00 - 17:30 | テレビ東京系列 BS放送 | 遅れネット | [ 注釈 60 ] |
| ウェブ配信     | 円谷プロ公式 ウルトラチャンネル | 2016年7月9日 - 不明           | 土曜 9:30更新      | YouTube配信           | 30分遅れ   | [ 注釈 61 ] |
| ウェブ配信     | 番組公式ホームページ            | 2016年7月9日 - 不明           | 土曜 9:30更新      | あにてれしあたー      | 30分遅れ   |             |
| ウェブ配信     | GYAO!                           | 2016年7月9日 - 不明           | 土曜 9:30更新      |                       | 30分遅れ   |             |

## 他媒体展開
映画『劇場版 ウルトラマンオーブ 絆の力、おかりします!』

ウェブドラマ『ウルトラマンオーブ THE ORIGIN SAGA』

テレビドラマ『ウルトラファイトオーブ 親子の力、おかりします!』

## ウルトラマンオーブ THE CHRONICLE
『ウルトラマンオーブ THE CHRONICLE』（ウルトラマンオーブ ザ クロニクル）は、2018年1月6日から6月30日まで、テレビ東京系列にて毎週土曜 9:00 - 9:30（JST）に放送された特撮ヒーロー番組。
内容はテレビシリーズや後述の劇場版、『ウルトラファイトオーブ』を再構成したものと、過去のウルトラシリーズを振り返るスペシャルエピソードで構成される。また、一部後述のエピソード10構想の設定も関連しており、劇場版オーブの各章のサブタイトル（「サデスの帰還」や「宇宙魔女賊ムルナウの逆襲」）や、サデスやムルナウといった設定、最終回の舞台でガイの訪れた場所が「O-50」など、『オーブ』を補完した内容になっている。
最終回は、O-50を経て次作『ウルトラマンR/B』の世界を訪れたガイが主人公の湊兄弟とすれ違い、彼らにエールを送って再び旅立つ姿で締めくくられる。

### 出演 (THE CHRONICLE)
- ナビゲーター・クレナイ ガイ - 石黒英雄
- 湊カツミ - 平田雄也 (26)
- 湊イサミ - 小池亮介 (26)
- 光の声 - 櫻井孝宏 (26)

### 音楽 (THE CHRONICLE)
オープニングテーマ「オーブの祈り」
作詞・作曲 - 高見沢俊彦 / 編曲 - 高見沢俊彦 with 本田優一郎 / 歌 - 水木一郎 with ボイジャー（第1話 - 第7話）、水木一郎 with ボイジャー feat.May J.（第8話 - 第26話）
映像は新規のものとなる。
挿入歌「HERO」
作詞 - May J.、堀江里沙 / 作曲 - May J.、上條頌 / 編曲 - 上條頌 / 歌 - May J.

### スタッフ (THE CHRONICLE)
- 監修 - 大岡新一
- 企画 - 黒澤桂、桃井信彦
- プロデューサー - 岡本有将、石野仁子
- 演出 - 村上裕介
- 構成・音響効果 - 足木淳一郎
- 撮影 - 野澤啓
- 照明 - 河原真一
- VE - 小林謙一
- 編集 - 伊藤侑希
- 映像効果 - 福田研吾、内海航
- MA - 浜田洋輔、松山千紘
- アクションコーディネート - 寺井大介
- アシスタントプロデューサー - 中山剛平、佐藤洋
- 制作協力 - ヴィスタ
- 製作・著作 - 円谷プロダクション

### 放送日程 (THE CHRONICLE)
| 放送回 | 放送日  | サブタイトル                                                                    | 放送エピソード | 備考 |
| ------ | ------- | ------------------------------------------------------------------------------- | --- | --- |
| 1      | 1月06日 | 戦え！ウルトラマンオーブ！                                                      | ウルトラマンメビウス&ウルトラ兄弟 ウルトラマンメビウス外伝 ゴーストリバース 大怪獣バトル ウルトラ銀河伝説 THE MOVIE ウルトラゼロファイト 第一部 ウルトラゼロファイト 第二部 ウルトラマンサーガ 劇場版 ウルトラマンギンガS 決戦!ウルトラ10勇士!! 劇場版 ウルトラマンX きたぞ!われらのウルトラマン ウルトラマンオーブ #1-5 | オーブ序盤や初期登場のフュージョンアップ およびその元の力になったウルトラマンの解説。                                                                                        |
| 2      | 1月13日 | 夕陽の風来坊 激突！マガバッサー                                                 | ウルトラマンオーブ #1 | 『オーブ』テレビシリーズの再放送。 |
| 3      | 1月20日 | 土塊の魔王 マガグランドキングの脅威！                                           | ウルトラマンオーブ #2 | 『オーブ』テレビシリーズの再放送。 |
| 4      | 1月27日 | 怪獣水域 マガジャッパを倒せ！                                                   | ウルトラマンオーブ #3 | 『オーブ』テレビシリーズの再放送。 |
| 5      | 2月03日 | マガパンドン襲来！ 真夏の空に火の用心                                           | ウルトラマンオーブ #4 | 『オーブ』テレビシリーズの再放送。 |
| 6      | 2月10日 | 逃げない心 ハリケーンスラッシュ参上！                                           | ウルトラマンオーブ #5 | 『オーブ』テレビシリーズの再放送。 |
| 7      | 2月17日 | 激闘！ フュージョンアップファイト！                                             | 大怪獣バトル ウルトラ銀河伝説 THE MOVIE ウルトラファイトビクトリー ウルトラマンX #5、14 ウルトラマンオーブ #19-21 劇場版 ウルトラマンオーブ ウルトラファイトオーブ ウルトラマンジード #1、8、17、25 | オーブオリジンとオーブ中盤以降の時間軸で登場した フュージョンアップ、およびその元の力になった ウルトラマンの解説。 さらにまだ未登場のフュージョンアップを イラストのみ紹介。 |
| 8      | 2月24日 | 劇場版 ウルトラマンオーブ 絆の力、おかりします! 第1章 サデスの帰還              | 劇場版 ウルトラマンオーブ | 『オーブ』劇場版の分割放送。 |
| 9      | 3月03日 | 劇場版 ウルトラマンオーブ 絆の力、おかりします！ 第2章 宇宙魔女賊ムルナウの逆襲 | 劇場版 ウルトラマンオーブ | 『オーブ』劇場版の分割放送。 |
| 10     | 3月10日 | 劇場版 ウルトラマンオーブ 絆の力、おかりします！ 第3章 新たなる世代             | 劇場版 ウルトラマンオーブ | 『オーブ』劇場版の分割放送。 |
| 11     | 3月17日 | ババルウの心 ニセモノのブルース                                                 | ウルトラマンオーブ #9 | 『オーブ』テレビシリーズの再放送。 |
| 12     | 3月24日 | 大変！ママが来た！ 復活のマガオロチ                                             | ウルトラマンオーブ #11 | 『オーブ』テレビシリーズの再放送。 |
| 13     | 3月31日 | 黒き王の祝福 誕生！サンダーブレスター                                           | ウルトラマンオーブ #12、#15 | 『オーブ』テレビシリーズの再放送。 |
| 14     | 4月07日 | 忘れられない場所 大苦戦！ゼッパンドン！                                         | ウルトラマンオーブ#15 #16 | 『オーブ』テレビシリーズの再放送。 |
| 15     | 4月14日 | 復活の聖剣 覚醒せよ！オーブオリジン！！                                         | ウルトラマンオーブ #17 | 『オーブ』テレビシリーズの再放送。 |
| 16     | 4月21日 | ハードボイルドリバー シブカワの長い一日                                         | ウルトラマンオーブ #18 | 『オーブ』テレビシリーズの再放送。 |
| 17     | 4月28日 | 地図にないカフェ 怪奇！円盤生物ノーバ                                           | ウルトラマンオーブ #22 | 『オーブ』テレビシリーズの再放送。 |
| 18     | 5月05日 | 闇の刃 オーブ対ジャグラー                                                       | ウルトラマンオーブ #23 | 『オーブ』テレビシリーズの再放送。 |
| 19     | 5月12日 | 逆襲の超大魔王獣マガタノオロチ！                                                | ウルトラマンオーブ #24 | 『オーブ』テレビシリーズの再放送。 |
| 20     | 5月19日 | さすらいの太陽 地球最大の決戦！                                                 | ウルトラマンオーブ #25 | 『オーブ』テレビシリーズの再放送。 |
| 21     | 5月26日 | ウルトラファイトオーブ 親子の力、おかりします！                                 | ウルトラファイトオーブ #1-8 | 『ウルトラファイトオーブ』の再構成版。 |
| 22     | 6月02日 | 朝焼けの死闘 ギンガ＆ビクトリー！                                               | ウルトラマンギンガS #8 | 『ギンガS』テレビシリーズの再放送。 |
| 23     | 6月09日 | 勝利への剣 激闘！ ウルトラマンエックス                                          | ウルトラマンX #13 | 『X』テレビシリーズの再放送。 |
| 24     | 6月16日 | 光る大空、繋がる大地 集結！3大ウルトラマン！                                    | ウルトラマンX #14 | 『X』テレビシリーズの再放送。 |
| 25     | 6月23日 | レオ兄弟対兄弟怪獣 獅子の瞳が輝くとき！                                         | ウルトラマンレオ #22 | 『レオ』テレビシリーズの再放送。 |
| 26     | 6月30日 | 届けオーブの祈り！ 新たなる英雄登場！                                           | ウルトラマンガイア ガイアよ再び ウルトラゼロファイト 第二部 ウルトラマンX #12 ウルトラマンオーブ #3 - 5、18、19 ウルトラファイトオーブ #1-8 ウルトラマンジード #3 ウルトラマンR/B#1 - 3 | 過去のシリーズを取り上げながら、次番組『R/B』について解説するスペシャル篇。                                                                                                  |

### 放送局 (THE CHRONICLE)
| 放送期間                                         | 放送時間         | 放送局           | 対象地域       | 備考                                                                                   |
| ------------------------------------------------ | ---------------- | ---------------- | -------------- | -------------------------------------------------------------------------------------- |
| 2018年1月6日 - 2018年6月30日                     | 土曜 9:00 - 9:30 | テレビ東京       | 関東広域圏     | 製作局                                                                                 |
|                                                  |                  | テレビ北海道     | 北海道         |                                                                                        |
|                                                  |                  | テレビ愛知       | 愛知県         |                                                                                        |
|                                                  |                  | テレビ大阪       | 大阪府         |                                                                                        |
|                                                  |                  | テレビせとうち   | 岡山県・香川県 |                                                                                        |
|                                                  |                  | TVQ九州放送      | 福岡県         |                                                                                        |
| 2018年初旬 - 7月8日                              | 日曜 6:15 - 6:45 | テレビユー福島   | 福島県         | TBS系列                                                                                |
| 2018年2月11日 - 8月5日                           | 日曜 6:30 - 7:00 | 石川テレビ       | 石川県         | フジテレビ系列                                                                         |
| 2018年初旬 - 7月8日                              | 日曜 5:30 - 6:00 | 静岡第一テレビ   | 静岡県         | 日本テレビ系列                                                                         |
|                                                  | 日曜 5:20 - 5:50 | 広島ホームテレビ | 広島県         | テレビ朝日系列                                                                         |
| 2018年初旬 - 7月27日                             | 金曜 5:25 - 5:55 | 宮崎放送         | 宮崎県         | TBS系列                                                                                |
| 2018年4月1日 - 7月8日                            | 日曜 5:00 - 5:30 | 北日本放送       | 富山県         | 日本テレビ系列 テレビシリーズは未放送 放送の遅れを短縮するため一部の回をカットして放送 |
| 製作局と同時ネットの放送局は全てテレビ東京系列。 |                  |                  |                |                                                                                        |

| 配信期間                     | 配信時間      | 配信サイト                               | 備考        |
| ---------------------------- | ------------- | ---------------------------------------- | ----------- |
| 2018年1月6日 - 2018年6月30日 | 土曜 9:30更新 | あにてれしあたー                         |             |
|                              |               | YouTube Tsuburaya Prod. Official Channel | [ 注釈 67 ] |

## エピソード10構想
メイン監督の田口清隆とメインライターの中野貴雄によるシリーズ展開の私案。前作『X』の『ウルトラマンX超全集』で子供たちがウルトラマンの自主映画を製作する企画が好評だったため、本作品の超全集を製作するにあたって、『ORIGIN SAGA』がテレビシリーズとは繋がらない終わり方をしたため、テレビシリーズに繋がる流れで映像化されない裏設定を制作することとなった。劇場版の舞台挨拶で田口が構想について言及し、その後、小学館から発売された書籍『ウルトラマンオーブ完全超全集』に詳細が掲載された。私案ではあるが、公表にあたりプロデューサー陣や円谷プロダクション社長大岡新一らの監修を受けている。また、後に放送された「ウルトラマンオーブ THE CHRONICLE」において一部設定をリンクした内容になっておりガイの視点でこの内容をたびたび回想するシーンが出てきている。
テレビシリーズで描かれない背景物語は企画段階から想定されており、企画書には歴代ウルトラ戦士と魔王獣の戦いを描いた「魔王獣戦役」、オーブ誕生の経緯を描いた「ガイとジャグラー」、1908年のルサールカでの出来事を描いた「ガイとナターシャ」が掲載されていた。
第1章「命の木」編
『THE ORIGIN SAGA』に該当。
第2章「俺は銀河の渡り鳥」編
ガイがオーブカリバーに4つのエレメントを集める物語。ムルナウやガピヤ星人サデスも登場し、出会った経緯が描かれる。
エピソード2-1「宝石惑星は永遠に」
エピソード2-2「深淵より出づる者たち」
エピソード2-3「ファイアーボール作戦」
エピソード2-4「風の星の用心棒」
舞台は『ウルトラマンX』に登場する惑星ギレルモとされる。
第3章「ブラックホールを盗んだ男」編
ガイとジャグラーが決別し、それぞれオーブリングとダークリングを入手する物語。
第4章「激闘！イシュタール文明」編
ガイとジャグラーがテレビシリーズの地球を初めて訪れた時の物語。マガタノゾーアが登場する。
第5章「ルサールカより愛をこめて」編
テレビシリーズでも回想シーンで描かれた、ガイとナターシャの出会い、マガゼットンとの戦いの物語。
エピソード5-1「ルサールカより愛をこめて」
エピソード5-2「空飛ぶ円盤の謎を追え！」
第6章「さすらいの太陽」
テレビシリーズに該当。
エピソード6-0「オーバチュア=序曲」
第7章「宇宙魔女賊ムルナウの逆襲・サデスの帰還」
劇場版に該当。
第8章「超空大凶獣デザストロ」
劇場版ラストでも示唆された、デザストロと戦う物語。ウルトラマンゼロやウルトラマンエックスも登場する。
第9章「冥府魔道の使者」
『ウルトラファイトオーブ』に該当。
第10章「渡り鳥、宇宙（）を行く」

## なりきりムービー
なりきりムービーシリーズは、ゼロ、ギンガ、Xに続くシリーズ第4弾で、子供が実際に映像に登場できるイベント限定映像作品。オーブ第1弾『ウルトラマンフェスティバル なりきりムービー』は2016年7月開催の『ウルトラマンシリーズ放送開始50年 ウルトラマンフェスティバル2016』で発売、テレビシリーズ第1話がベース。第2弾『ウルトラヒーローズ EXPO ニューイヤーフェスティバル なりきりムービー』は、2016年12月開催の『ウルトラヒーローズ EXPO 2017 ニューイヤーフェスティバル IN 東京ドームシティ』で発売で、テレビシリーズ最終話をベースにしている。
登場キャラクター
『ウルトラマンフェスティバル2016』版
- ウルトラマンオーブ（スペシウムゼペリオン） - お子様が変身
- マガバッサー

『ウルトラヒーローズ EXPO 2017』版
- ウルトラマンオーブ（スペシウムゼペリオン） - お子様が変身
- ウルトラマンオーブ（オーブオリジン） - お子様が変身
- ジャグラス ジャグラー（魔人態）
- マガタノオロチ

## 映像ソフト化
テレビシリーズのセル展開はBlu-ray BOX仕様のみでの販売となった。リリース元はバンダイビジュアル。
| 巻数                   | 発売日                   | 収録エピソード           | 形態                                     | 品番                          |
| ---------------------- | ------------------------ | ------------------------ | ---------------------------------------- | ----------------------------- |
| BOX I                  | 2016年11月25日           | 第1話 - 第12話           | Blu-ray Disc                             | BCXS-1153                     |
| BOX II                 | 2017年2月24日            | 第13話 - 最終話          | Blu-ray Disc                             | BCXS-1154                     |
| 劇場版                 | 2017年7月28日            | 劇場本編                 | Blu-ray メモリアルBOX Blu-ray 通常版 DVD | BCXS-1229 BCXS-1228 BCBS-4833 |
| ウルトラファイトオーブ | 2017年9月 2017年12月22日 | 完全版+放送版 本編完全版 | Blu-ray Disc DVD                         | BCXC-0056 BCBS-4855           |

## 連動展開
- ウルトラマン フュージョンファイト! - 本作品と連動したアーケードカードゲーム（データカードダス）。本作品に登場するウルトラフュージョンカードと同じ形式のカードを使用するほか、同作品オリジナルとなるウルトラマンオーブのフォームチェンジも存在する。